# Ukrajinská opera

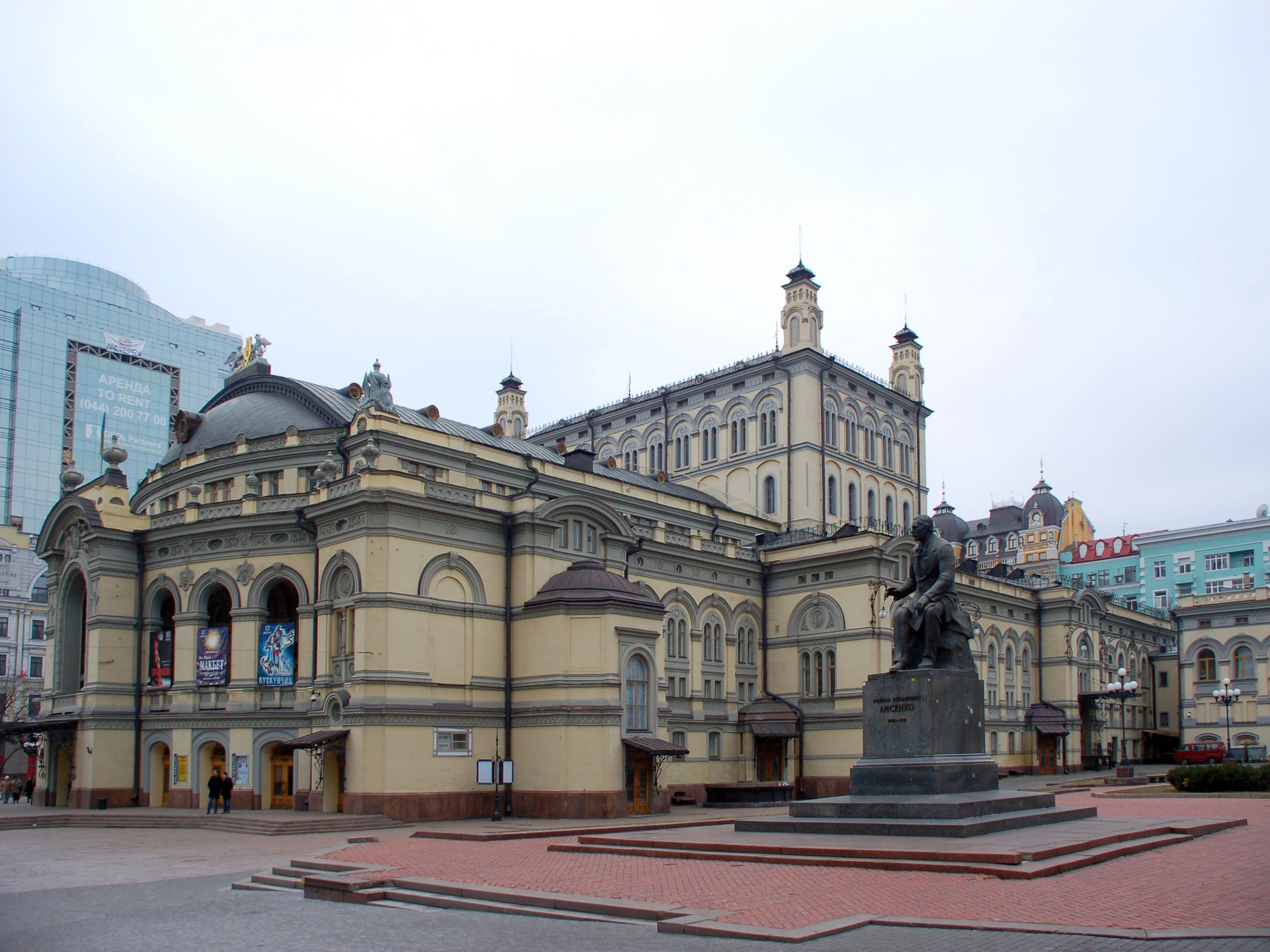
Národní opera Ukrajiny T. H. Ševčenka v Kyjevě, v popředí pomník zakladatele ukrajinské opery Mykoly Lysenka

Ukrajinská opera jako samostatná národní škola opery vzniká v poslední třetině 19. století na základě mezinárodních podnětů i domácí tradice lidového a pololidového hudebního divadla. Nejstarší živou součástí ukrajinského repertoáru je Záporožec za Dunajem Semena Hulaka-Artemovského z roku 1863, za vlastního zakladatele ukrajinské opery je považován Mykola Lysenko, který jí svými díly (Natalka Poltavka, Taras Bulba) vtiskl folklórní ráz.
Větší rozvoj ukrajinské opery mohl začít až po založení prvních profesionálních operních divadel v letech 1925–1926. Nejvýznačnějším dílem 1. poloviny 20. století je Zlatá obruč Boryse Ljatošynského z roku 1929, představující osobitou syntézu lidové hudby a poválečné avantgardy (expresionismu). Od 30. let 20. století však byla povinně prosazována estetika socialistického realismu: relativně nejlepší díla v tomto konzervativním a zploštělém stylu vytvořili Julij Mejtus – jeho Mladá garda platila za vzorové dílo – a Kosťantyn Daňkevyč (s historickou freskou Bohdan Chmelnický).
Velký rozvoj ukrajinské opery nastal koncem 50. a v 60. letech 20. století. Náměty i stylem pokračoval v duchu předchozí epochy Heorhij Majboroda (Mylana, Jaroslav Moudrý), modernější témata i hudební vyjadřování si osvojili například Vitalij Kyrejko (Lesní píseň) nebo Vitalij Hubarenko (Milostné dopisy). Pozoruhodné dílo vytvořil v 70. letech Jevhen Stankovyč ve folkové opeře Když kvete kapradí. Mezi nečetnými díly poprvé uvedenými ve 21. století se nejvíce prosadil Mojžíš Myroslava Skoryka.
Nejvýznamnějšími operními scénami na Ukrajině jsou Ukrajinská národní opera Tarase Ševčenka v Kyjevě a národní akademická divadla opery a baletu v Charkově, Oděse, Lvově a Doněcku.

## Ukrajinská opera do roku 1917

### Pronikání opery na Ukrajinu

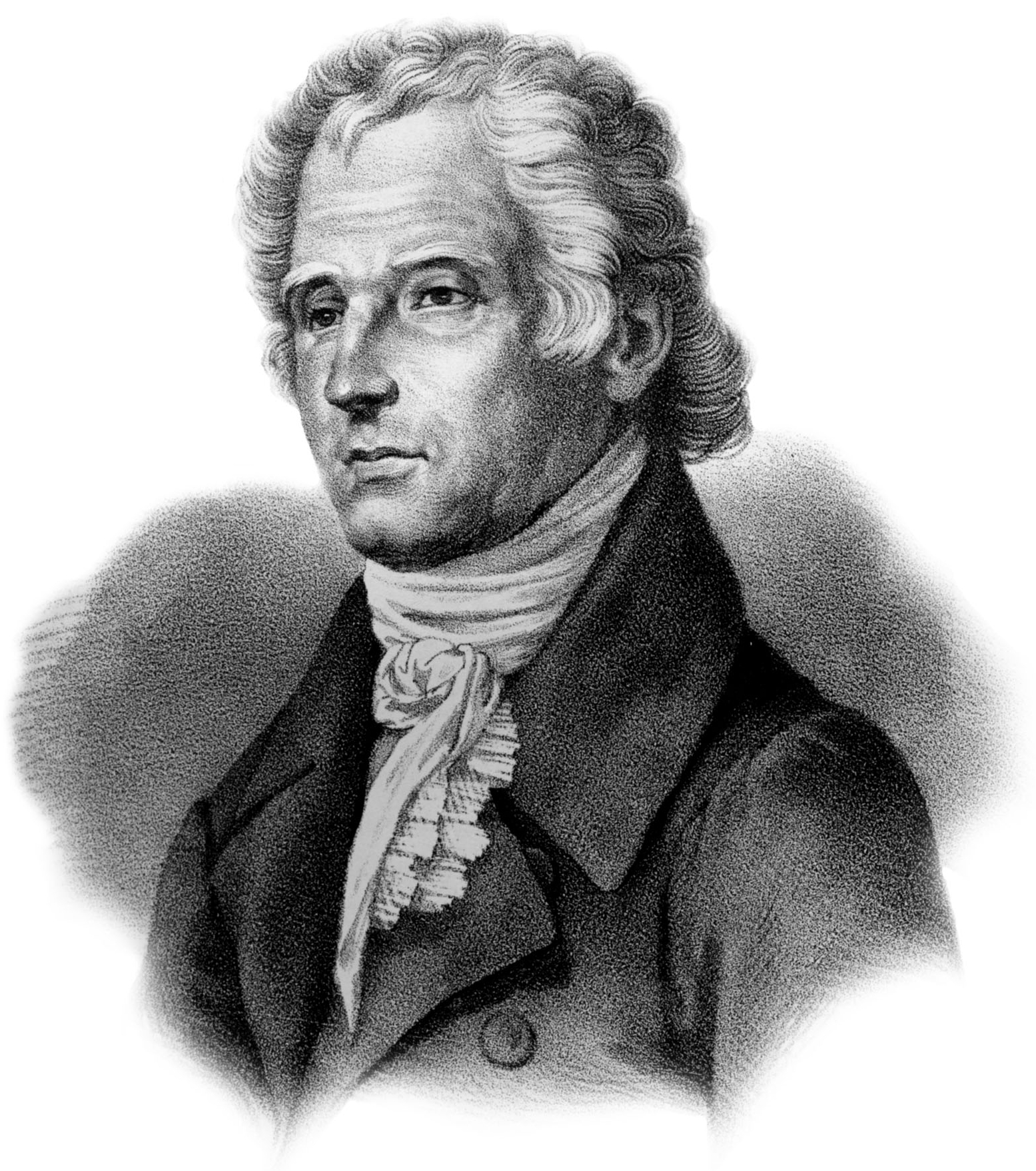
Dmitrij Bortňanskij

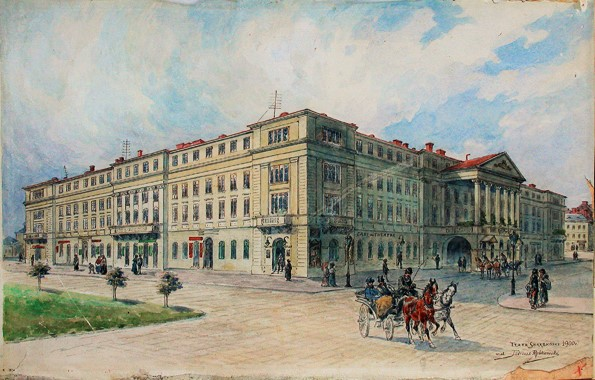
Lvovské tzv. Skarbkovo divadlo, hostící v letech 1842–1872 německá a v letech 1872–1900 polská operní představení. Akvarel z doby kolem roku 1900

Opera se objevila na území dnešní Ukrajiny poměrně pozdě, protože se tato země nacházela spíše na periferii novověkých států (Rusko a Polsko, resp. Habsburská monarchie). Od doby Kateřiny Veliké, kdy se v Petrohradě rozvíjela italská a francouzská opera, se začala pořádat operní představení týchž žánrů na venkovských statcích ruské šlechty i na ukrajinském území. První známou operou ukrajinského autora je Demofoonte Maksyma Sozontovyče Berezovského (1745–1777), typická italská opera seria na libreto Pietra Metastasia, jež měla premiéru roku 1773 v Livornu. Ukrajinským rodákem byl rovněž jeden z nejvýznamnějších domácích operních tvůrců u petrohradského dvora Dmitrij Bortňanskij (1751–1825), autor několika oper na italská a francouzská libreta.
Veřejná divadla na území dnešní Ukrajiny vznikala ve městech od konce 18. století, a to nejdříve ve Lvově, jenž jako hlavní město Haliče po jejím připojení k Habsburské monarchii (1772) zažil rychlý kulturní rozkvět: roku 1774 vzniklo německé operní divadlo (bylo v provozu do roku 1872) a roku 1780 i polské (do 1939). Neslavnějším obdobím lvovské opery byla léta 1873–1900, kdy zde jako druhý a poté první kapelník působil a několik svých oper uvedl významný polský skladatel Henryk Jarecki.
V ruské části Ukrajiny vzniklo – díky tradicím hudebního školství – vzápětí divadlo v Charkově (1780). Operní představení v Kyjevě jsou doložena od roku 1803, roku 1810 bylo postaveno i divadlo v nově založené a rychle se vyvíjející Oděse (ruská operní společnost zde byla založena již o rok dříve). Divadla v ruské části Ukrajiny nejprve neměla vlastní umělecký personál a byla pronajímána na jednotlivé sezóny putovním, zejména italským operním společnostem. Zejména Oděsa, jež byla největším jihoruským městem a střediskem mezinárodního obchodu, se stala v 19. století významným střediskem italské a francouzské opery. K italskému repertoáru přispívali i domácí skladatelé (Alexander Katakuzenos: Antonio Foscarini 1860, Jurjevič: Marino Faliero  a Pietro di Calabria). Pouze zde se také italská představení udržela až do počátku 20. století.
Pro vznik stálých divadelních souborů u městských divadel nebyly do poslední třetiny 19. století vhodné podmínky, zejména chyběl kvalifikovaný personál, zatímco vysoká šlechta si až do zrušení nevolnictví roku 1861 mohla dovolit udržovat na svých sídlech početné nevolnické orchestry i herecké soubory. Teprve po zrušení nevolnictví mohla být z uvolněných hudebníků ustavena v ukrajinských městech stálá umělecká tělesa, a to nejprve v Kyjevě, kde vzniklo první ruské operní divadlo mimo Petrohrad a Moskvu. Askoldovou mohylou Alexeje Nikolajeviče Verstovského zde 27. října (podle gregoriánského kalendáře 8. listopadu) 1867 začal působit ruský operní soubor, jehož hudebníci se rekrutovali z velké části ze zrušeného nevolnického orchestru hraběte Pavla Petroviče Lopuchina (1788–1873), zatímco zpěváky přivezl podnikatel Ferdinand Berger z Petrohradu. Od roku 1874 se hrály opery v ruštině soustavněji i v Charkově, kde se organizace souboru ujal zpěvák Alexandr Semjonovič Rapport. Charkovský soubor zanikl roku 1886, definitivně však byl obnoven roku 1890. U charkovského divadla působil jako dirigent také Váša Suk, který zde v premiéře uvedl i svou operu Lesův pán (1900, téhož roku i v Kyjevě). V Oděse se opery v ruštině začaly hrát roku 1873, avšak ruská opera plně nahradila italskou až roku 1910. Operní soubor byl mezitím konsolidován při otevření nového divadla roku 1887. Repertoárově se všechna tato tři divadla orientovala na carskou operu v Petrohradě (Mariinské divadlo) a Moskvě (Velké divadlo), jen někdy dávala příležitost uvést svá operní díla svým domácím hudebníkům (Leonid Dmitrijevič Malaškin, Váša Suk), mezi nimiž se však žádná výrazná osobnost neprojevila. V ukrajinském jazyce tato divadla nehrála, koncem 19. a počátkem 20. století však bývaly jejich budovy mimo sezónu někdy pronajímány ukrajinským divadelním společnostem.
Od roku 1877 fungovalo profesionální veřejné divadlo hrající též opery, a to v německém jazyce, rovněž v Černovicích, nejprve pod záštitou města a od roku 1884 v režii místního divadelního družstva. Rozkvět opery (a hudebního života obecně) v Černovicích je spojován se jménem skladatele Vojtěcha Hřímalého, který zde uvedl i své opery Zakletý princ a Švanda dudák.
Řada ruských skladatelů napsala opery na ukrajinská folklórní nebo historická témata – například Rimského-Korsakova Noc před Vánocemi a Májová noc, Čajkovského Mazepa a Střevíčky nebo i Borodinův Kníže Igor. Jejich přijetí na Ukrajině však nebylo jednoznačné a nacionalistické kruhy tato díla odmítaly jako vzdálená ukrajinskému duchu.

### Domácí kořeny ukrajinské opery
Na rozdíl od mnoha jiných národních operních škol vykazuje ukrajinská opera – vedle aspektů převzatých z mezinárodní operní kultury – návaznost na lidové a pololidové divadelní tradice, a to nejen z hudebního, ale i z dramatického hlediska.

#### Školské drama
Od počátku 17. století se na Ukrajině objevuje školské drama, jež vychází patrně z jezuitských vzorů zprostředkovaných polským katolickým prostředím, ale záhy si je osvojily i pravoslavné vzdělávací instituce včetně nejvýznamnější z nich, Kyjevsko-mohyljanské akademie.
Školská dramata předváděli studenti škol na veřejnosti; nejrozšířenějšími tématy byly hry vánoční a velikonoční (mystéria), dále též mirákly (ze života svatých), morality (alegorická mravoučná dramata) a historická dramata. Od počátku měly výraznou hudební (vokální i instrumentální) i taneční složku. Jejich struktura měla zpravidla dvě roviny: hlavní, vážný či posvátný děj se odehrával ve stylizované, vznešené rovině, čemuž odpovídal i použitý jazyk – církevní slovanština, polština či ruština nebo i latina –, zatímco mezi vážné scény byly vloženy scény komické, tzv. intermedia, v nichž vystupovaly lidové postavy mluvící a zpívající místním jazykem. Představení využívala hudby různého původu, často lidové nebo lidové hudbě blízké.
Příkladem takové hry, který byl rekonstruován a uveden i v novější době, je tzv. Rostovská hra (Komedie o Kristově narození) ukrajinského učence a duchovního Danila Savviče Tuptala, známějšího pod jménem Dimitrij Rostovský (1651–1709).

#### Vertep
Rovněž od 17. století je na Ukrajině doložena tradice lidového loutkového divadla zvaného vertep (vertěp). Jeho dramaturgie se podobá školním hrám: má dvě části, náboženskou (zpravidla hra o Narození Páně) a světskou, a obě obsahové roviny představení jsou symbolicky odděleny pomocí typického dvouúrovňového jeviště. Vzájemný poměr vertepu a školského dramatu není jednoznačný, ovlivňovaly se však navzájem a k velkému rozvoji vertepu dochází právě po zákazu školských her na Mohyljanské akademii roku 1765. Toto velmi populární loutkové divadlo bylo provázeno živou instrumentální hudbou i zpěvem, mělo často i činoherní složku a vyvinulo se i „vertepské drama“ neboli „živý vertep“, ve kterém namísto loutek vystupovali pouze herci. Charakteristickým prvkem vertepu, přesněji jeho světské části, byly typizované situace a postavy, ztvárňované s hrubozrnným humorem. Hlavní postavou býval neohrožený záporožský kozák, dále vystupovali nedovtipný Děd a svárlivá Bába, krasavice Darja Ivanivna, prostořeká šenkýřka Chvasja, poživačný Ďáček (kaplan), domácí hrdiny doplňovaly karikatury jiných národností: ruských vojáků (Moskalů), Maďarů, Poláků, Cikánů nebo Židů. Tyto scénky často přejímaly lidové obřady nebo hry a obsahovaly lidové písně a tance.
Vertep (společně se zpívanými lidovými obřady) označil za výchozí podobu ukrajinské národní opery již její zakladatel Mykola Lysenko.

#### Měšťanský vaudeville
I na výše uvedené tradice navázalo novodobé ukrajinské divadlo. Jeho zakladatelem je poltavský spisovatel Ivan Petrovyč Kotljarevskyj (1769–1838). Poté, co položil základy moderní ukrajinštiny ve svém několikadílném satirickém eposu Aeneida, vedl v letech 1817–1821 Poltavské lidové divadlo a napsal pro ně roku 1819 dvě komedie, Natalka Poltavka (Наталка Полтавка , 1819) a Voják–čaroděj (Москаль-чарівник, 1819). Tyto hry, odehrávající se na ukrajinském venkově, měly formu vaudevillu, tj. byla v nich řada písní a sborů, jejichž nápěvy Kotljarevskyj zčásti napsal sám, z větší části však převzal již existující známé městské i venkovské písně (autorský podíl není zcela vyjasněn). V dramaturgii i vyjadřování autor využívá tradice intermedií, vertepu i své znalosti ukrajinského folklóru. Zejména Natalka Poltavka se stala natrvalo nejoblíbenějším divadelním kusem na Ukrajině, hraným amatérskými, kočovnými i plně profesionálními divadly; významný dramatik a divadelní organizátor Ivan Karpenko-Karyj ji nazval „pramáti ukrajinského národního divadla“.
Brzy vznikaly i další podobné hry se zpěvy, jejichž autory byli například Hryhorij Fedorovyč Kvitka-Osnovjanenko (1778–1843), autor oblíbených komedií Námluvy v Hončarivce (Сватання на Гончарівці, 1835) a Ordonanc Šelmenko (Шельменко-денщик, 1837), nebo kozácký generál Jakiv Gerasymovyč Kucharenko (1799/1800–1862), autor etnografické komedie Černomořský pobyt na Kubáni v letech 1794–1796 (Чорноморський побит на Кубані між 1794–1796 роками, 1836). Oproti jiným evropským kulturám (včetně ruské), kde tento žánr vyšel postupně z módy, vznikaly na Ukrajině vaudevilly až do konce 19. století a požívaly velké popularity: například Nebožtík Opanas (Покійник Опанас) Antona Jankovského, S klobáskou a skleničkou je konec svárů (Як ковбса та чарка, то минеться й сварка) Mychajla Staryckého nebo Po revizi (По ревізії) Marka Kropyvnyckého. Všechny tyto hry byly hojně hrány v řadě adaptací, existovaly v různých hudebních redakcích a písně i celé scény – mající často jen volnou souvislost s dějem – putovaly z jedné hry do druhé.

#### Opereta
Mezistupněm mezi hrou se zpěvy a operou se ve 2. polovině 19. století stává opereta. Operetní žánr se rychle šířil z francouzské pravlasti a počátkem 60. let již byl populární v německém a polském divadle ve Lvově. Pro první profesionální ukrajinské divadlo, založené v tomto městě roku 1864, žánr převzal a přizpůsobil domácí vaudevillové tradici Mychajlo Mychajlovyč Verbyckyj (1815–1870). Zejména jeho opereta Lidé z podhůří (Підгіряни, 1865) získala značnou popularitu a brzy následovaly další, například Selští plnomocníci (Сільскі пленіпотенті, 1879) na téma výkupu z roboty. Již Lidé z podhůří mají charakteristické rysy ukrajinské „prostonárodní“ operety, totiž domácí, většinou vesnické lidové prostředí a folklorizující hudbu. Dalším populárním skladatelem operet byl černovický rodák Sydir Ivanovyč Vorobkevyč (1836–1903), autor např. Hnata Prybludy (Гнат Приблуда), Ubohé Marty (Бідна Марта) nebo Zlatého Mopsa (Золотий Мопс). Na ruské Ukrajině patří mezi rané operety například Kropyvnyckého komická díla Přišli o rozum (Пошилис у дурни, 1875) a Vij (Вій, 1895) nebo svého času oblíbená díla Volodymyra Stepanovyče Alexandrova Odcházím za Němen (За Немань іду, 1872) a Nechoď, Hryci, na besedu (Не ходи, Грицю, на вечорниці, 1873). V dílech M. Lysenka Černomořci, Vánoční noc (1. verze) a Natalka Poltavka se národopisná opereta přibližuje na hranici opery a podílí se na jejím vzniku.
Od svého nástupu na začátku 60. let 19. století se operetní žánr v ukrajinském hudebním divadle rozvíjel po následujících sto let a přispěla k němu řada skladatelů včetně těch nejvýznamnějších: Kyrylo Stecenko, Oleksij Rjabov, Oleksandr Bilaš, Vadym Homoljaka, Kosťantyn Daňkevyč, Vadym Iljin, Dmytro Klebanov, Petro Poljakov, Volodymyr Lukašov, Oleksandr Krasotov, Vsevolod Roždestvenskyj, Bohdan Kryžanivskyj, Oskar Sandler, Anatolij Kos-Anatolskyj, Arkadij Filipenko, Jakiv Cegljar, Vitalij Hubarenko, Levko Kolodub a jiní. Nejslavnějším skladatelem operet pocházejícím z Ukrajiny byl Isaak Osipovič Dunajevskij (1900–1955), jeho tvorba je však součástí ruské kultury.

### Stav ukrajinských hudebních divadel za carského Ruska

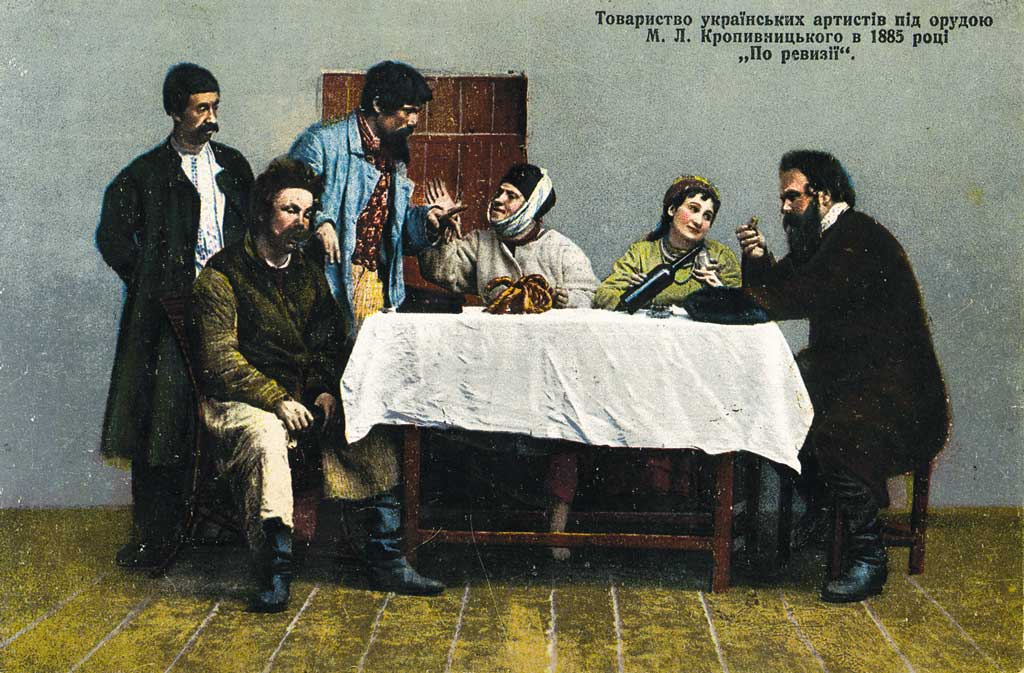
Scéna z kočovného divadla Marka Kropyvnyckého (1885)

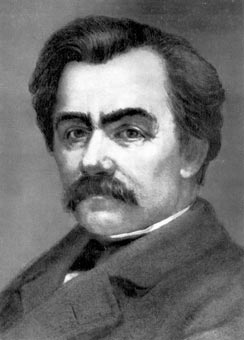
Petro Sokalskyj

Problémem rozvoje opery v ukrajinském jazyce byl dlouho nedostatek profesionálního divadla. Pro působení stálých divadel se nedostávalo ukrajinsky mluvícího obecenstva: s výjimkou Poltavy tvořili Ukrajinci ve velkých městech jen početně i sociálně slabou menšinu. Navíc postoj carských úřadů k ukrajinské kulturní aktivitě byl většinou negativní. Po relativní volnosti v ponapoleonské době (tehdy působil Kotljarevskyj) se za Mikuláše I. (1825–1855), a zejména po porážce revoluce z let 1848/49, stal ryze nepřátelským. Krátké ukrajinofilství ruských vládních kruhů na počátku 60. let bylo přerušeno obavami z nacionalismu neruských národů po porážce polského povstání roku 1863; mírné uvolnění počátkem 70. let se zvrátilo v přísný zákaz ukrajinské kulturní – včetně divadelní – produkce v tzv. Emžském ukazu roku 1876. Centrem ukrajinské (hudebně-)divadelní kultury se za těchto okolností stal rakouský Lvov, kde již roku 1864 bylo založeno první stálé ukrajinské divadlo fungující při spolku Ruska besida.
Teprve počátkem 80. let 19. století se poměry uvolnily natolik, aby mohlo i v Rusku vzniknout první profesionální ukrajinskojazyčné divadlo – kočovné divadlo Marka Kropyvnyckého (1882). Stalo se velmi úspěšným, stejně jako rychle vznikající další kočovné divadelní společnosti – Mychajla Staryckého, Panase Saksahanského, Ivana Karpenka-Karého a Mykoly Sadovského. Poslednímu z nich se po revoluci z roku 1905 podařilo konečně (roku 1907) založit stálé ukrajinské divadlo v Kyjevě.
Prakticky všechna ukrajinsky hrající divadla, amatérská i profesionální, byla hudebně-dramatickými a v jejich repertoáru převažovaly inscenace s hudbou (vaudevilly, hry se zpěvy, operety, případně i opery – vedle původních ukrajinských byly nejpopulárnější Moniuszkova Halka, Smetanova Prodaná nevěsta a Mascagniho Sedlák kavalír). Kvantitativně ani kvalitativně však tato divadla vesměs nebyla vybavena pro operní inscenace. Zatímco řada souborů měla poměrně početné i kvalitní sbory (30–50členné), orchestry byly zpravidla jen skromně obsazené (kolem 15 hráčů) a sólisté byli především všestranní zpívající herci, přičemž talentovaní pěvci brzy odcházeli do ruských divadel. Ani stálé divadlo M. Sadovského nemělo početnější soubor, jeho kvalitu však postupně zvyšoval příchod absolventů Lysenkovy hudebně-dramatické školy. Šíří operního repertoáru předstihovala všechna ukrajinská divadla v carském Rusku až do první světové války lvovská Ruska besida, ale její plány na vybudování vlastní divadelní budovy se nikdy neuskutečnily.

### První pokusy oukrajinskou operu – P.P. Sokalskyj aZáporožec za Dunajem
Situace v ukrajinském divadelnictví podstatně tlumila i operní produkci ukrajinských skladatelů. Okruh možných témat oper byl omezený nejen kvůli orientaci divadel na lidové obecenstvo, ale i kvůli carské cenzuře, která u ukrajinských představení tolerovala komické či sentimentální prostonárodní příběhy, nikoli však závažná sociální nebo historická témata. Navíc musela být jejich díla inscenovatelná amatérskými soubory, nebo později soubory sice profesionálními, ale v podstatě činoherními, bez většího orchestru nebo školených pěvců. Hudebně náročná díla – pokud se je autor nerozhodl napsat na ruský text – se do roku 1917 na jeviště dostat nemohla. Proto také řada oper z tohoto období zůstala neprovedena, nedokončena nebo jen ve stadiu záměru a i proto většině ukrajinských skladatelů chyběla průprava zejména v orchestraci a v hudební dramaturgii.
Takový byl osud i děl prvního skladatele oper na ukrajinské texty, folkloristy Petra Petrovyče Sokalského (1832–1887). Jeho historická opera Mazepa (Мазепа) z let 1857–1859, líčící osudy kozáckého hejtmana Ivana Mazepy na základě básně Alexandra Sergejeviče Puškina Poltava, je první ukrajinskou operou, avšak zůstala z praktických i cenzurních důvodů neprovedena (stejné téma později zhudebnil Petr Iljič Čajkovskij). Ukrajinské dějiště v Mazepovi charakterizují zejména sbory, jinak je však hudba této opery závislá na soudobých italských vzorech a navíc má různé dramaturgické i kompoziční nedostatky. Na jeviště se nedostala ani opera Májová noc (Майська ніч), již Sokalskyj psal v letech 1862–1876 podle Gogolovy povídky. I zde však převládá roztříštěnost jak v libretu (jež kombinuje úryvky z lidových písní, texty Gogola, Ševčenka i jiných i vlastní verše), tak v hudbě kolísající mezi folklórem a měšťanskou salónní hudbou. Až na úryvky se provedení nedočkalo ani Sokalského vrcholné dílo, čtyřaktová historická opera Obléhání Dubna (Осада Дубно) z roku 1878 psaná na ruské libreto podle Gogolovy novely Taras Bulba; roku 1884 vyšel alespoň klavírní výtah. Je to první ukrajinská opera tohoto rozsahu a skladatel v ní obratně využil řady lidových melodií, celkově však jde o hudebně eklektické dílo, opět s řadou dramaturgických vad.

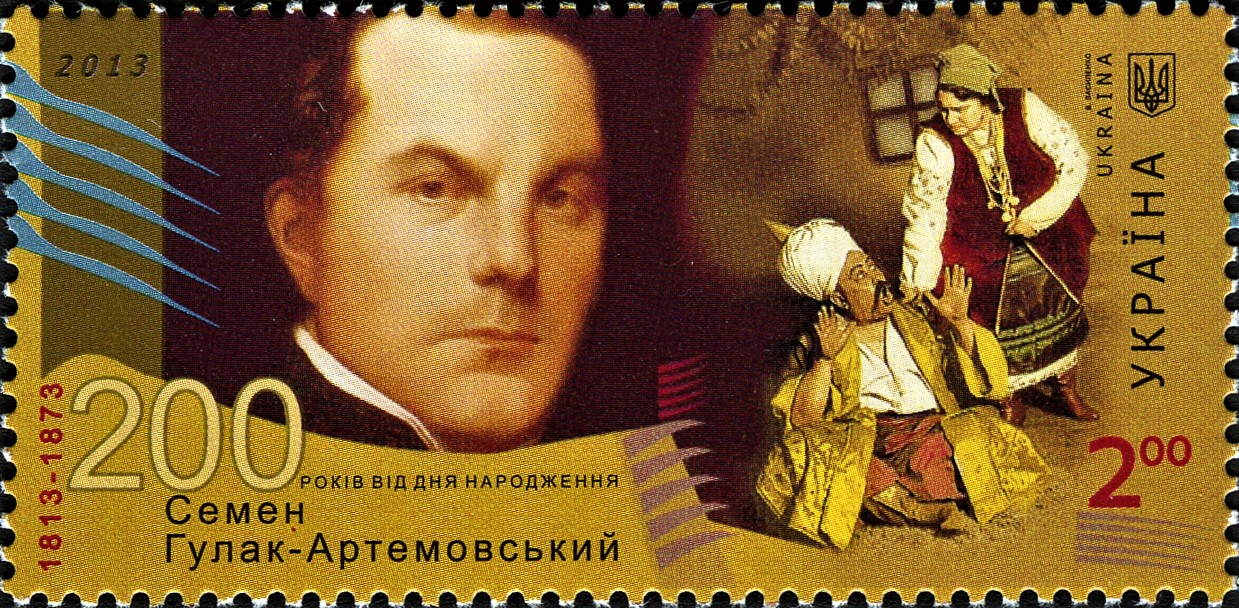
Poštovní známka s portrétem S. Hulaka-Artemovského a scénou ze Záporožce za Dunajem

První skutečně národní ukrajinskou operou se stala opera Semena Hulaka-Artemovského Záporožec za Dunajem (rusky Запорожец за Дунаем, ukrajinsky Запорожець за Дунаєм, 1863 Petrohrad). Ukrajinec Hulak-Artemovskyj, významný zpěvák carské opery, napsal tuto komickou operu v ruštině pro petrohradské divadlo a sám se obsadil do titulní postavy. Velkou popularitu toto dílo získalo až po skladatelově smrti, po nastudování v ukrajinštině ve Lvově (1881) a společností Marka Kropyvnyckého (1884), i když řada písní z opery na Ukrajině zlidověla již v 70. letech. Záporožec byl i několikrát zfilmován a dodnes je živou součástí ukrajinského repertoáru. Jde o nenáročné a neambiciózní, ale živé a přesvědčivé dílo spojující prvky západní (zejména italské) opery se situacemi a osobami ukrajinského lidového divadla a s hudbou vycházející z ukrajinského folklóru. Tento přístup, v němž pokračoval i Mykola Lysenko, se stal na dlouhou dobu východiskem pro ukrajinskou operu vůbec.

### Mykola Lysenko

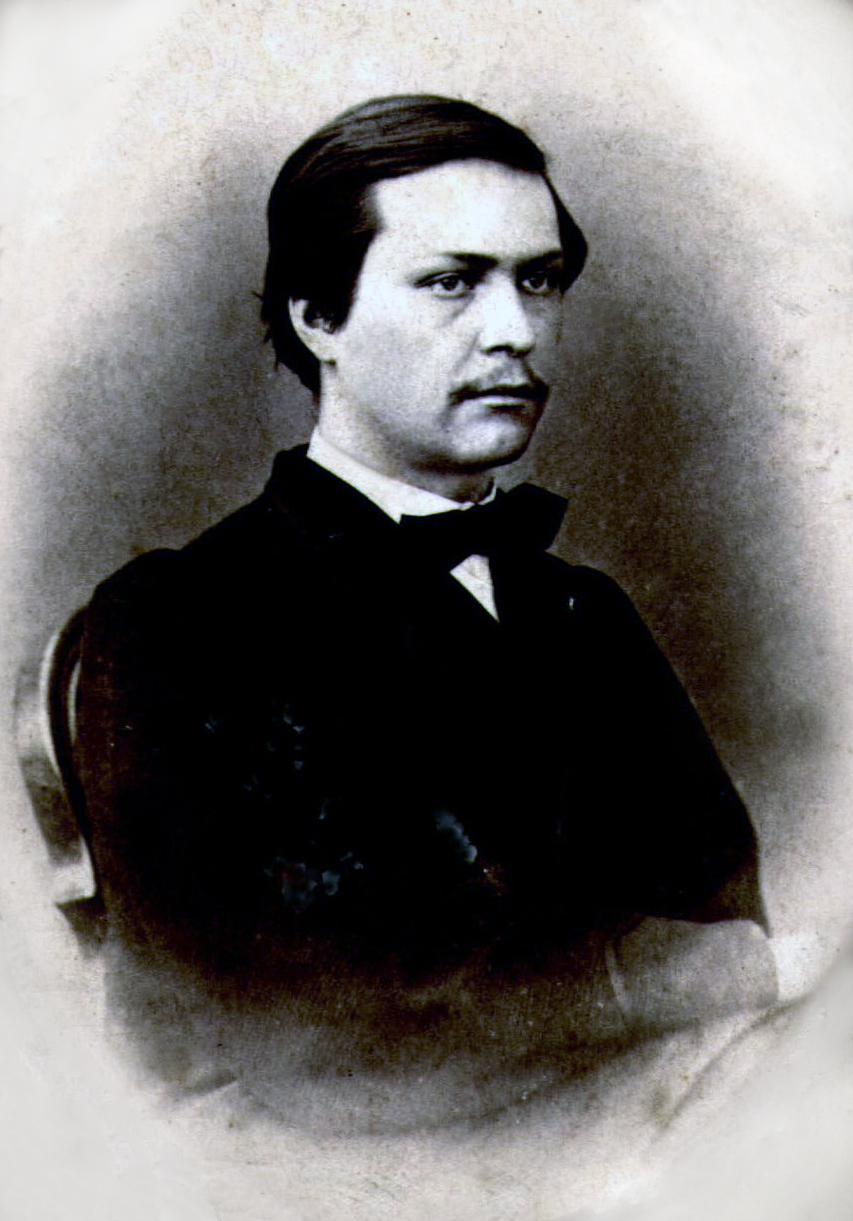
Mykola Lysenko v roce 1865

Za skutečného zakladatele ukrajinské opery je považován Mykola Vitalijovyč Lysenko (1842–1912). Již za studií na univerzitách v Charkově a Kyjevě se zapojil do ukrajinského národního hnutí a s moderní hudbou se seznámil zejména za studií na konzervatoři v Lipsku (1867–1869, v té době navázal i kontakty s pražskými hudebními kruhy) a později u Rimského-Korsakova v Petrohradě (1874–1875). Po celý život se zabýval ukrajinskou lidovou hudbou a vydal řadu svazků lidových písní ve své úpravě. Pro jeho operní dílo – které vědomě koncipoval jako základ národního repertoáru – byly zásadní přátelství a spolupráce s dramatikem a divadelním organizátorem Mychajlem Staryckým (1840–1904). Na jeho nebo jím upravené texty psal svá první díla: Andrašiáda (Андрашіада, 1866–77) zůstala neprovedena, o to větší ohlas v amatérském provedení měla národopisná opereta Černomořci (Чорноморці, 1872) a náročnější opereta Vánoční noc (Різдвяна ніч, 1874) na námět z Gogola. Tu Lysenko za studií v Petrohradě v letech 1874–1875 přepracoval na operu, jež měla premiéru v roce 1883 (po zrušení Emžského ukazu) stejně jako jeho následující opera na gogolovskou látku, Utonulá (Утоплена). V těchto dílech Lysenko postupně vytvořil hojně následovaný model romanticko-komické opery na témata ze života ukrajinského venkova, s prostým dějem, ale rázovitými postavami a situacemi, s podrobným vyobrazením lidových zvyků a obřadů, s mluvenými dialogy a písňovými, sborovými a tanečními hudebními čísly vycházejícími z ukrajinské lidové hudby, a to v podobě přímé citace i stylizované nápodoby, avšak v profesionálním hudebním zpracování.
Druhou verzi Vánoční noci a Utonulou lze považovat za skutečně první ukrajinské opery – takové, které byly napsány v ukrajinštině pro ukrajinského diváka a dostaly se skutečně na jeviště. Tato díla se brzy stala základem zpěvoherního repertoáru ukrajinských divadel, největší popularity však dosáhla Lysenkova úprava Kotljarevského vaudevillu Natalka Poltavka (1889). Ta vytlačila veškeré předchozí úpravy této látky a stala se Lysenkovým nejhranějším dílem (ač paradoxně jeho osobní vklad je v Natalce nejvíce omezený) a dosud je základním kamenem ukrajinského zpěvoherního repertoáru. Dílo lze nazvat národopisnou operetou, díky „intenzitě hudebního výrazu“ (slovy Anny Hostomské) a místu, které zaujímá v repertoáru současných divadel, je však lze charakterizovat jako lidovou komickou operu. Brzy poté dopsal Lysenko své nejambicióznější dílo, historickou operu Taras Bulba (Тарас Бульба, 1880–1891), jejíž forma vycházela ze západoevropského typu grand opéra. Ukrajinské divadlo schopné ji inscenovat však neexistovalo a Lysenko se zdráhal poskytnout svou operu k profesionálnímu provedení v ruštině; byl si vědom, že by tím ztratila svůj symbolický význam jako národní opera a stala se pouhou národopisnou kuriozitou. Proto nebyl Taras Bulba za skladatelova života – a v původní podobě vlastně nikdy – inscenován. Zhruba v téže době navíc Lysenko pro své děti a děti svých známých napsal tři dětské opery (Drzá koza [Коза-дереза], Pan Kocký [Пан Коцький] a Zima a jaro [Зима і Весна]) pro různě vyspělé dětské pěvce a na základě lidových pohádek i melodií; založil tím dodnes silnou tradici v ukrajinské hudební pedagogice.
V pozdní fázi svého života Lysenko hledal nové cesty nad rámec dosavadního folklorismu. V letech 1896–1904 pracoval na opeře Sapfo (Сапфо) na starořecký námět a s využitím starořeckých modů, již však nedokončil. Burleskní satirická opera Aeneida (Енеїда, 1910) má blízko k offenbachovské operetě a kousavě paroduje samoděržaví, četné folklórní scény (olympští bohové tančící hopak a Trójané kozáček) jsou pojednány (sebe-)ironicky. Lysenkův hudební epilog, jednoaktová lyricko-fantastická opera Nokturno (Ноктюрн, 1912), poetickou formou vystihuje kontrast odcházejícího starého romantického světa a nadcházející moderní, věcné doby.

### Lysenkovi současníci a pokračovatelé

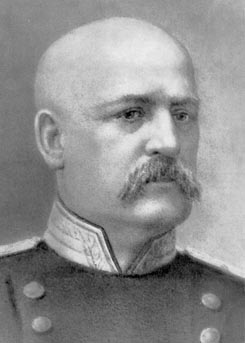
Mykola Arkas

Současně s Lysenkem na konci 19. a počátku 20. století působila řada dalších skladatelů. Výchozím typem byla nadále písňová opera s mluveným dialogem a etnografickým námětem i hudbou, postupně se však objevovaly jiné formy a témata a i vliv ukrajinské lidové hudby, přestože byl nadále určující, přecházel z pasivní nápodoby do tvůrčího přetvoření. Od počátku 20. století se někteří autoři odvracejí od konzervativní etnografické linie tvorby a objevují se díla typická pro přelom století s prvky estetismu, dekadence a kosmopolitismu. Odvrat od lokálních námětů také pro skladatele často znamenal odvrat od ukrajinských libret k ruskojazyčným – přičemž faktorem byla i omezení, která představovaly provozní podmínky hudebního divadla hrajícího v ukrajinském jazyce.
Přesto převládala historická a venkovská témata, která skladatelé brali zejména z děl Tarase Ševčenka a N. V. Gogola. Životní dílo lvovského skladatele Anatola Klymovyče Vachnjanyna (1841–1908), opera Kupalo (Купало, 1870–1892), jež kombinovalo vlivy západoevropské opery s etnografickým zájmem o západoukrajinský folklór, se pro inscenační nároky dočkalo premiéry až roku 1929 v charkovském divadle. Na jeviště se naopak dostala folklórní opera Boryse Volodymyrovyče Pidhoreckého (1873–1919) Kupalova jiskra (Купальна іскра, 1901 Kyjev) tradičnějšího střihu. Sentimentální operu Ubohá Líza (Бедная Лиза, 1914–1919) napsal Pidhoreckyj na ruské libreto podle stejnojmenné povídky Nikolaje Michajloviče Karamzina. Nebyla za života autora uvedena, na rozdíl od málo významných ruskojazyčných oper Michaila Michailoviče Ivanova, Konrada Ivanoviče Nečaje-Gruzeviče, Julia Napoleona Wilhelma Hartewelda, Eduarda Granelliho, Eugenia Esposita, Nikolaje Korženěvského, Alexeje Stěpanoviče Gluchovceva aj.
Na ruská libreta psal též Heorhij Oleksijovyč Kozačenko (1858–1939), žák Rimského-Korsakova. Roku 1892 uvedl svou operu Kníže Stříbrný (Князь Серебряний) na námět stejnojmenné prózy Alexeje Tolstého v Mariinském divadle v Petrohradě, kde působil jako sbormistr; vrcholem jeho díla je však ukrajinská lyricko-komická opera Pan setník (Пан Сотник, 1902) podle Ševčenkovy básně Setník. K námětu z jihoevropského středověku sáhl Mykola Apollonovyč Tutkovskyj (1857–1931) v ruskojazyčné opeře Bujný vítr (Буйный ветер). Pavlo Ivanovyč Senicja (1879–1960) napsal na námět Calderónova dramatu operu Život je sen (Життя — це сон) a nedokončil operu Děvečka (Наймичка) podle stejnojmenné Ševčenkovy epické básně. Světovým tématům nejotevřenější a moderním proudům nejpřístupnější byl z ukrajinských operních skladatelů počátku 20. století byl Borys Karlovyč Janovskyj (1875–1933), autor deseti oper, z nichž vyniká Sulamit (Суламиф, 1908/1920).
Plně ukrajinské tvorbě se věnoval významný skladatel Kyrylo Hryhorovyč Stecenko (1882–1922). Své dvě hlavní opery – Polonjanka (Полонянка, 1902–1904) a Karmeljuk (Кармелюк, 1905–1911) – nedokončil a do své smrti pracoval i na monoopeře Ifigenie na Tauridě (Іфіґенія в Тавриді, 1907–1922) podle dramatu Lesji Ukrajinky. Haličský skladatel Denys Volodymyrovyč Sičynskyj (1865–1909) napsal na orientální námět operu Roxolana (Роксоляна, 1908, premiéra až po skladatelově smrti roku 1911), jež svou exotickou tematikou (osud sultánovy manželky Roxelany) i orientací na velkou západoevropskou historickou operu rozšířila záběr ukrajinské opery a dosáhla značné divácké obliby. Jaroslav Josypovyč Lopatynskyj (1871–1936) vytvořil roku 1906 operu Aeneas na cestách (Еней на мандрівці, premiéra 1911) podle eposu Ivana Kotljarevského, tj. na stejný námět, který brzy poté pro svou Aeneidu použil Lysenko; i Lopatynského opera má blízko k operetě.
Z celé této tvorby Lysenkových mladších současníků se jako nejživotnější prokázalo dílo Mykoly Mykolajovyče Arkase (1852–1909). Jeho jediná opera Kateryna (Катерина, 1890, premiéra 1899, na vlastní libreto podle stejnojmenné básně Tarase Ševčenka) kombinací mluvené prózy a zpěvu, dějem zakotveným v ukrajinském venkovském životě a opíráním se o lidovou hudbu připomíná Lysenkova díla; novinkou je tragické téma (hlavní hrdinku opustí její milý – voják, když pak čeká nemanželské dítě, vesnice ji odvrhne a Kataryna spáchá sebevraždu), připomínající např. na Ukrajině dobře známou Moniuszkovu Halku. Arkas stvořil velmi přitažlivé melodie a jeho hudba prozrazuje dramatický smysl, nebyl však školeným hudebníkem, což se projevilo zejména na primitivní instrumentaci.
Po Lysenkově vzoru se někteří z jeho následovníků věnovali též dětské opeře: Volodymyr Ivanovyč Sokalskyj (1863–1919) napsal dětskou operu Veliká řepa (Ріпка, 1898) a K. H. Stecenko opery Ivasyk-Telesyk (Івасик-Телесик) a Liška, kocour a kohout (Лисичка, котик і півник). Celovečerní fantastickou pohádku na andersenovskou látku Sněhová královna (Фея снігів, 1911) napsal Fedir Stepanovyč Jakymenko (1876–1945).

## Ukrajinská opera v letech 1917–1991

### Doba revoluce a „ukrajinizace“ (1917–1932)

#### Nová organizace operního života
První světová válka (1914–1918) a občanská válka na Ukrajině (1917–1920) rozvrátily dosavadní soukromopodnikatelské operní scény v zemi (například soubor kyjevské opery byl roku 1917 rozpuštěn). Za hejtmanátu kyjevské městské divadlo nastudovalo v ukrajinštině Čajkovského Střevíčky, ale iniciativa k celkovému poukrajinštění divadla vyšla naprázdno. Obnova finančně i provozně nákladného operního života v době budování sovětské vlády byla obtížná; komunistická kulturní politika a praxe oscilovala mezi celkovým odsouzením opery jakožto překonaného buržoazního žánru ze strany proletkultu (který operu považoval za „kulturní skandál diktatury proletariátu“) a naopak snahou o její zlidovění a co největší přiblížení pracujícím masám (podle lidového komisaře školství Anatolije Lunačarského bylo „operní divadlo svou podstatou nejproletářštější a proletariátu nejpotřebnější“). Již roku 1919 byla všechny divadla zestátněna, v Kyjevě bylo utvořeno ruskojazyčné Státní operní divadlo Karla Liebknechta. Zpěvoherní divadla vznikala chaoticky na různých místech (Poltava, Žytomyr, Záporoží, kočovná divadla), narážela však na značné organizační a finanční překážky a brzy zanikala.

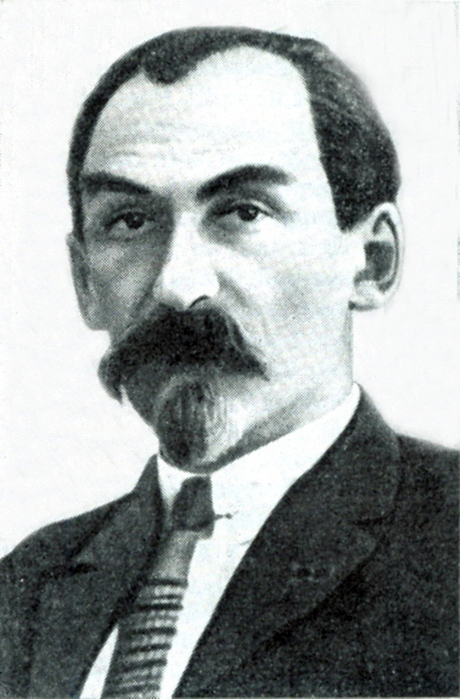
Mykola Skrypnyk (1872–1933), iniciátor „ukrajinizace“ kultury na sovětské Ukrajině

Pod státním dohledem obnovená operní divadla v Kyjevě, Oděse a Charkově procházela v první polovině 20. let pozvolnou konsolidací. Jejich repertoár se omezoval na tradičně inscenovaná klasická díla a hrála v ruštině. Jen oděské divadlo v době působení režiséra Volodymyra Apollonovyče Losského (1919–1920) vynikalo novostí a kvalitou inscenací. Pro ukrajinská hudebně dramatická díla bylo roku 1919 zřízeno Státní ukrajinské hudebně dramatické divadlo v Kyjevě, v jehož čele stál významný avantgardní režisér Les Kurbas. To zahájilo činnosti inscenaci Lysenkovy Utonulé, avšak po příchodu Děnikinova vojska zaniklo. Plán na jeho obnovu po znovunastolení sovětské vlády z finančních a organizačních důvodů selhal. Rovněž plány na utvoření Státní kočovné ukrajinské opery se základnou v tehdejším hlavním městě Ukrajiny Charkově se nerealizovaly. Pokusy o uvádění některých děl v ukrajinštině (Halka a Sedlák kavalír v Kyjevě, Halka a Májová noc v Oděse, Kataryna a Halka v Charkově) měly zprvu kolísající úspěch: ukrajinské opeře se nedostávalo vlastních děl vhodných pro velké scény, dobrých překladů i jazykově školených interpretů.
Dvacátá léta však byla ve znamení politiky „ukrajinizace“, jejímž hlavním představitelem byl významný bolševický funkcionář a Leninův spolupracovník Mykola Skrypnyk, a poukrajinštění operních divadel v zemi bylo její nedílnou součástí. Testem připravenosti souboru i diváků v tehdejším hlavním městě Ukrajiny Charkově se stala premiéra Lysenkovy opery Taras Bulba 3. října 1924. Pod dojmem rozhodného úspěchu této inscenace pak 23. dubna roku 1925 Rada lidových komisařů USSR rozhodla o zřízení Státní ukrajinské opery v Charkově, jež byla otevřena 3. října 1925 programově moderní a antiromantickou inscenací Musorgského Soročinského jarmarku. Již v následujícím roce byla reorganizována a „ukrajinizována“ též operní divadla v Kyjevě a Oděse; problémy s přechodem na nový režim zpočátku pomáhalo řešit jejich sdružení v Jednotě státních operních divadel.
Na přelomu 20. a 30. let tuto síť doplnila kočovná divadla: státní soubory, jejichž úkolem bylo přivádět operu do menších měst. Roku 1928 vzniklo v Poltavě Státní dělnické operní divadlo (DROT), sdružující řadu mladých umělců; po několika letech pojízdného působení se tato společnost v roce 1931 usadila v Dněpropetrovsku. Roku 1929 byla založena Státní ukrajinská pravobřežní opera se základnou ve Vinnycji. Konečně roku 1930 vznikla Kočovná ukrajinská opera se základnou v Chersonu a Státní ukrajinská levobřežní opera se základnou v Poltavě.
Z inscenačního hlediska byly pro sovětské divadlo této doby příznačné experimentální a avantgardní postupy, charakterizované jako expresionismus nebo konstruktivismus; ty našly velké uplatnění i na ukrajinských operních scénách. Značný vliv na operní estetiku měl tehdy činoherní režisér Les Kurbas a jeho divadlo Berezil, kteří se programově stavěli proti sentimentálnímu folklorismu a povrchnímu realismu předrevoluční režie a výpravy. Na repertoár se dostávala nejnovější díla sovětské (Deševov: Led a ocel, Knipper: Severní vítr) i západní (Křenek: Jonny vyhrává, Brand: Strojník Hopkins) avantgardy, později prohlašovaná za odstrašující reprezentanty „formalismu“.

#### Starý a nový repertoár
Překážkou rychlého rozvoje ukrajinského operního divadla byla chudoba domácího repertoáru. Existoval jen omezený počet starších oper – byť rozhojněný o díla, která předrevoluční poměry neumožňovaly inscenovat, jako Lysenkův Taras Bulba nebo Vachnjanynův Kupalo – a i ty se jevily v nové společenské situaci zastaralé (skladatel B. Janovskyj nazval Lysenkovu nejambicióznější operu Taras Bulba „staromódní, vybledlou hudbou“). Přitom v prvních letech sovětské vlády nové opery téměř nevznikaly, nanejvýše skladatelé (Ljudkevyč, Pidhoreckyj, Janovskyj, Stecenko, Jaroslavenko…) dokončovali své lyricko-psychologické opery předrevolučního stylu. Sovětské vedení však vyžadovalo „bolševizaci“ a „proletarizaci“ umění, docházelo k „totální ideologizaci uměleckého života země“, umělci byli především „pracovníky ideologické fronty“. Komunistická strana požadovala od uměleckých děl především zobrazení třídního boje a vyzdvižení masy či obecně kolektivu na úkor individua. Psychologické vystižení osobnosti a filosofické tázání muselo ustoupit optimismu jediného správného světového názoru. Ve 20. letech ještě probíhaly o kulturní politice poměrně otevřené diskuse a hledání toho, jak formálně i obsahově vyhovět novým požadavkům, vedlo k řadě experimentů a konečně i ke vzniku závažných a novátorských oper, od počátku 30. let však začala převažovat stereotypnost a šablonovitost jak libret, tak hudby.
Kulturní činitelé se tedy snažili motivovat skladatele, aby rozmnožili repertoár o díla odpovídající ideovému zadání a námětově čerpající zejména ze současnosti a z vybraných epizod národní minulosti. Pobídkou pro autory bylo i to, že nové ukrajinské opery byly nastudovány neprodleně a mnohdy vícero divadly. O kulturní politice přesahující rámec pouhé propagandy svědčí ambiciózní, ale jen zčásti naplněný plán státních zakázek charkovského divadla na opery podle děl ukrajinských literárních klasiků (Ševčenka, Franka, Ukrajinky).
Prvními pokusy o opery se současnými, revolučními tématy byly zcela nepovedené Jiskry (Іскри) nováčka Isaje Myronovyče Rozentura (Rojzentura) a zajímavější, ale též jen prostě ilustrativní Výbuch (Вибух) zkušeného B. Janovského, uvedené v roce 1927 v Kyjevě a Charkově. Lyričtěji, občas až sentimentálně pojímalo revoluční problematiku Jabloňové zajetí (Яблуневий полон, 1930) Olesi Semenovyče Čyška (1895–1976). První opery s budovatelskými tématy psal mladý Volodymyr Jakovyč Joryš (1899–1945): Plevel (Бур’ян) a Báseň o oceli (Поема про сталь, 1932); projevuje se v nich dobové opojení „hudbou strojů“. Společným rysem tohoto repertoáru byl rychlý, kaleidoskopický děj inspirovaný filmovým způsobem vyprávění (někdy i integrující film do inscenace), avšak často schematický a prvoplánově agitační. Z dramaturgického hlediska byl kladen důraz na kolektivního hrdinu, proto má výraznou úlohu sbor a hlavním postavám je vymezeno méně prostoru ve prospěch četných postav vedlejších. Od zpěváků se namísto „krásného zpěvu“ vyžadovala především dramatická akce.
Nejlepší dílo tohoto typu napsal Volodymyr Oleksandrovyč Femelidi (1905–1931). Jeho opera Rozštěp (Розлом, na téma Kronštadtského povstání, premiéra 1929 v Oděse) je hudební drama založené na deklamovaných dialozích, které stylizují – dokonce i ve sborech – skutečně mluvenou řeč, zejména účinně vystihují tón soudobého revolučního řečnictví. Autor přitom v opeře k charakterizaci jednotlivých vrstev využívá nejrůznější hudební styly od folklóru přes salónní měšťanskou romanci až po revoluční masové písně. Nadaný autor zemřel před dokončením své druhé opery Caesar a Kleopatra (Цезар і Клеопатра) podle Bernarda Shawa.

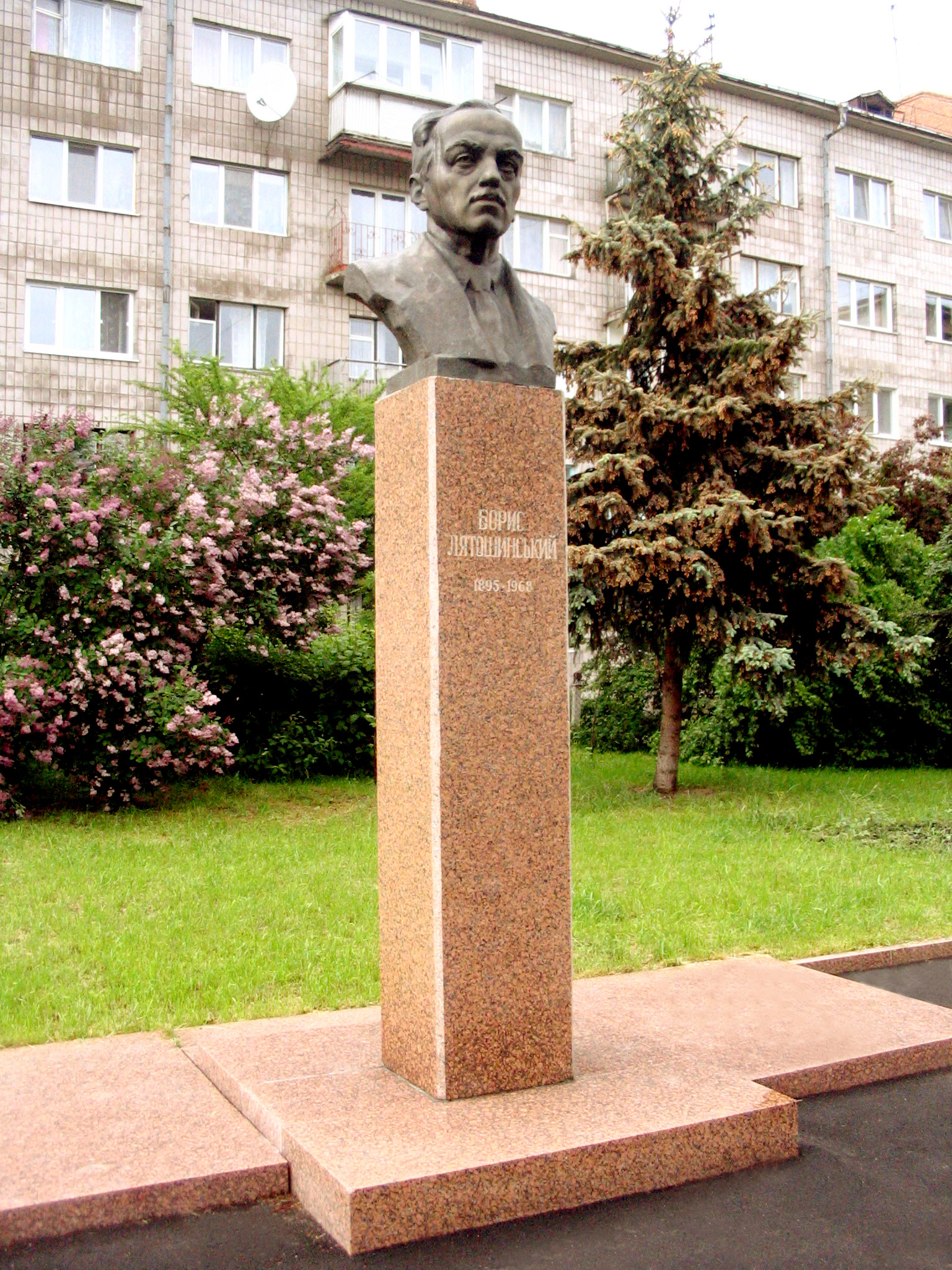
Pomník Boryse Ljatošynského v jeho rodném Žytomyru

Na historické náměty vznikly například opera Karmeljuk (Кармелюк, 1930) Viktora Stepanovyče Kosenka (1896–1938) a stejnojmenná opera V. Joryše, o vůdci selského povstání v Podolí v první třetině 19. století. Vasyl Andrijovyč Zolotarjov ve své jednoaktové opeře-dumě Chvesko Andyber (Хвесько Андибер, 1927) poprvé zužitkoval dumy, lidové heroicko-epické písně příznačné pro ukrajinský folklór, a obrátil se ke kozáckému prostředí. Ve větším formátu a s větším úspěchem tak vzápětí učinil B. Janovskyj ve své opeře Černomořská duma (Дума Чорноморська, 1928), jež se odehrává v době takzvaného tureckého zajetí kozáků a je tak vážnějším protipólem slavného Záporožce za Dunajem. Hudební styl je poměrně konzervativní, skladatel vychází z ruské klasiky a z Giuseppe Verdiho, jemuž je partitura věnována.
Vrcholem této vlny historické opery, ale i veškeré ukrajinské operní tvorby 1. poloviny 20. století, se stala Zlatá obruč (Золотий обруч, 1930), kterou podle novely Ivana Franka napsal nejvýznamnější skladatel této generace Borys Mykolajevyč Ljatošynskyj (1895–1968). V libretu se mísí historické a sociální téma s folklórním a mytologickým podkladem, čemuž odpovídá i hudba přirozenou kombinací soudobé expresivní hudební řeči s archaickým ukrajinským folklórem. Skladatelova práce s lidovou hudbou se nevyčerpává převzetím či nápodobou písňových melodií – opera je ostatně stavěna jako deklamační hudební drama provázané příznačnými motivy, intonacemi i harmoniemi – ale využívá a přetváří její starobylé intonační a harmonické postupy. V historii ukrajinské opery je Zlatá obruč rovněž prvním reprezentantem „symfonické opery“, tj. opery s bohatým využitím orchestrálních prostředků. Vznikla však na sklonku této epochy umělecké volnosti a elánu a rázný nástup změněných kulturních poměrů v době stalinismu jí vymezil jen krátký jevištní život.
Na Krymu, krerý byl v té době součástí Ruské SFSR, se rozvíjela i krymskotatarská vážná hudba. První krymskotatarskou operu napsal mladý hudební skladatel Asan Refatov (1903–1937): 23. ledna 1923 měla v Domě Rudé armády v Simferopolu premiéru jeho opera Čora Batyr. Vedle řady scénických hudeb a hudební komedie Nasreddin Hodža začal Refatov roku 1935 psát i druhou operu Dívka Arzy (Arzy-kyz), kterou již nedokončil.

#### Mimo sovětskou Ukrajinu
Ukrajinské zpěvoherní divadlo mimo USSR nemělo v meziválečné době takový význam jako v předchozí epoše. Národnostním menšinám nepřátelská politika tehdejšího Polska brzdila rozvoj ukrajinského divadla; jeho centrem zůstával Lvov, ale živořilo bez řádné budovy a podpory z veřejných prostředků. Stejně nepříznivá byla situace v Rumunsku. Naproti tomu poprvé vzniklo profesionální ukrajinskojazyčné divadlo na Podkarpatské Rusi. Působily zde Ruské divadlo (1920–1929) a Nová scéna (1934–1939), jejichž zpěvoherní ambice však dosahovaly jen po Záporožce za Dunajem a Natalku Poltavku. Zpěvoherní divadlo pěstovali rovněž ukrajinští emigranti ve Spojených státech amerických a Kanadě (Natalka Poltavka se hrála ve Winnipegu již roku 1908). Režisér Vasyl Aramenko zde natočil jedny z prvních filmových adaptací ukrajinských oper: Natalku Poltavku roku 1935 a Záporožce za Dunajem roku 1939. Na těchto filmech hudebně spolupracoval skladatel Antin Ivanovyč Rudnyckyj (1902–1975), který v americkém exilu napsal též operu Dovbuš (Довбуш, 1938) a později též opery Anna Jaroslavna, královna francouzská (Анна Ярославна, королева Франції, 1967) a Kněžna Olga (Княгиня Ольга, 1968). Z nich Anna Jaroslavna była poprvé uvedena až v roce 1996 v Kyjevě.

### Doba stalinismu (1932–1956)

#### Třicátá léta

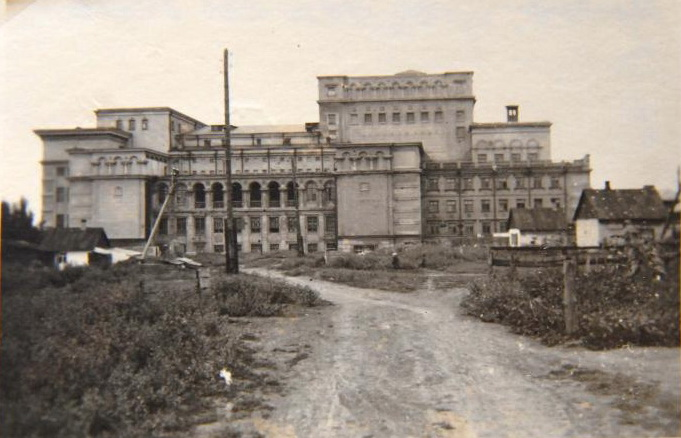
Operní divadlo ve Stalině (Doněcku), dokončené roku 1941

Třicátá léta 20. století jsou pro ukrajinské dějiny temné období. Násilná kolektivizace vyústila v hladomor, politika ukrajinizace byla zastavena, ba částečně zvrácena, a nastalo vrcholné období Stalinova totalitního režimu vyznačující se tuhou centralizací a ideologickým dozorem. Ve druhé polovině 30. let začaly rozsáhlé represe, jež mimo jiné citelně zasáhly ukrajinský kulturní život včetně hudebního. Roku 1932 byla rozpuštěna volná Asociace proletářských hudebníků Ukrajiny i ostatní hudební sdružení a zřízen pevně organizovaný a kázeň udržující Svaz skladatelů USSR. Nedávno stvořeným kočovným divadlům byla roku 1932 přidělena stálá sídla (DROTu v Dněpropetrovsku, Pravobřežní opeře ve Vinnycji a Levobřežní opeře v Luhansku), čímž se usnadnil dozor nad jejich činností. Umělecké experimenty 20. let musely ustoupit jednotné, stranou diktované estetice socialistického realismu. Tento styl se obecně definoval pomocí pojmů realističnosti, lidovosti, srozumitelnosti a pravdivosti a byl stavěn proti nežádoucímu „formalismu“, „kosmopolitismu“ nebo „buržoazní dekadenci“, což byly vše nejasně vymezené pojmy. Jak shrnuje muzikolog Jiří Fukač, spíše než o umělecký směr šlo o „mocensky konstruovaný systém ideologických a estetických norem, jejichž faktická realizace byla mnohem pochybnější a vágnější než samotné normy,“ a byl v podstatě synonymem pro primitivizaci umění.
Stalinská politika 30. let znamenala faktický návrat ke společenským hodnotám a kulturním hierarchiím předrevoluční doby (ruské vlastenectví, kázeň, rodina…), byť ve značně deformované podobě, a tomu odpovídala i kulturní politika vracející se do 19. století. Opera – zejména velká historická opera – byla po revolučních převratech znovu oficiálně postavena na vrchol uměleckých forem a získávala velkou státní podporu, současně jí však byly vymezeny velmi úzké mantinely. Základní tón nesmlouvavě udala Stalinem iniciovaná ostrá kritika Šostakovičovy Lady Macbeth Mcenského újezdu v Pravdě roku 1936 pod názvem Chaos místo hudby. Jako vzor pro všechny skladatele byly propagovány tzv. písňové opery: například Tichý Don Ivana Ivanoviče Dzeržinského nebo V bouři Tichona Nikolajeviče Chrennikova. Jiným závazným vzorem byly ruské vlastenecko-historické opery 19. století, zejména Boris Godunov a Život za cara (Stalinem rehabilitovaný pod názvem Ivan Susanin). Prosté porušení diktovaných zásad mohlo pro skladatele i interprety znamenat vystavení se represi (i Svaz ukrajinských skladatelů citelně postihla velká čistka roku 1937 a např. Ljatošynskyj měl prý v této době neustále připraven kufr pro případ, že jej odvede NKVD). Stalinským represím padl téhož roku za oběť nejvýznamnější krymskotatarský skladatel Asan Refatov. Zatímco současná témata – s výjimkou námětů z revoluce a občanské války – a moderní hudební zpracování mohly opeře vynést zničující obvinění z „formalismu“, náměty z historie a využití národních hudebních tradic – tak žádané u ruských skladatelů – mohlo být u ukrajinských skladatelů kritizováno jako nacionalismus. Není proto divu, že významné nové opery v této době prakticky nevznikaly a i divadla se raději obezřetně přidržovala klasického repertoáru. Inscenátoři oper upustili od veškerých experimentů, stalinskou estetiku charakterizovala monumentální pompéznost výpravy a naddimenzované orchestry a sbory, což se projevilo i na výběru takového repertoáru, který se dal využít k vnějším efektům.
Z oper 30. let lze jmenovat prvotinu Kosťantyna Fedorovyče Daňkevyče (1905–1984) Tragická noc (Трагедійна ніч, 1935) z prostředí stavby Dněprostroje, Neznámé vojáky (Невідомі солдати, 1937, ve druhé verzi Jean Girardin) Pylypa Omeljanovyče Kozyckého (1893–1960), Marynu (Марина, 1939) Hermana Leontijovyče Žukovského (1913–1976) nebo Jacquerie (Жакерія, 1935) Serhije Serhijovyče Ždanova (1907–1968). Mychajlo Ivanovyč Verykivskyj (1896–1962) se po satirické protináboženské opeře Nebeské činy (Діли небесні, 1934) podle povídky Ostapa Vyšni, v té době internovaného v pracovním táboře, věnoval operám na ševčenkovské náměty Setník (Сотник, 1938) a Děvečka (Наймичка, 1940). V. Joryš napsal první životopisnou operu o velikánovi ukrajinské kultury Tarasi Ševčenkovi: dílo s názvem Ševčenko (Шевченко, též Osud básníka [Доля поета]) uvedlo kyjevské divadlo roku 1940. Typu písňové opery nejlépe vyhovoval – a nejvíce inscenací v Sovětském svazu dosáhl – Křižník Potěmkin (Броненосец Потёмкин, 1937, druhá verze 1955) O. Čyška.
Zvláštní státní zakázka měla povzbudit kult mladého bolševického revolucionáře a vojenského organizátora Nikolaje Alexandroviče Ščorse: opery s názvem Ščors (Щорс) složili V. Joryš (1936) a S. Ždanov (1938), příslušná komise však po porovnání partitur dala přednost stejnojmenné opeře B. Ljatošynského. Skladatel se v ní pokusil zkombinovat svou představu symfonicky založeného hudebního dramatu s typem písňové opery a ve vypodobnění idealizovaného hrdiny dosáhnout skutečného revolučního patosu. Ljatošynského operu lze v kontextu jeho díla charakterizovat jako „stylistickou katastrofu“, ukrajinské hudebněvědné bádání ji však považuje za nejcennější původní dílo této dekády.
Dětská opera byla v meziválečných letech na okraji zájmu, za pozornost stojí jen antifašistická opera Elsa Straussová (Ельза Штраус, 1938) Oskara Aronovyče Sandlera (1910–1981).
Uvádění předrevolučních ukrajinských oper naráželo na různé překážky: vedle ideologických námitek k libretům zde byla praktická otázka, jak tato díla, jež byla psána pro malá poloprofesionální divadla, uvádět na velkých a personálně mnohem lépe vybavených oficiálních scénách. Řada těchto oper proto byla přepracována jak textově, tak hudebně (skladatelé ostatně mohli touto prací prokázat věrnost oficiální politice a přitom se vyhnout nutnosti pracovat na zakázkách na prorežimní nové opery). Příkladem jsou velkooperní adaptace Záporožce za Dunajem a Natalky Poltavky, za jejichž hudební stránku odpovídal V. Joryš, adaptace Lysenkovy Utonulé P. Tolsťakova nebo adaptace Natalky Poltavky V. Kostenka; tyto úpravy však šly proti duchu děl a byly později odvrženy ve prospěch autentických partitur. Mnohem větší význam mělo naopak moskevským stranickým vedením iniciované přepracování Lysenkovy nejvýznamnější opery Taras Bulba ve vzornou národně-historickou operu, jakéhosi ukrajinského Ivana Susanina. Text upravil nejvýznamnější soudobý ukrajinský básník Maksym Rylskyj, hudbu upravil a výrazně doplnil významný skladatel Levko Revuckyj – pro nějž to bylo jediné setkání s operním žánrem – a novou instrumentaci celé opery vypracoval Ljatošynskyj, neboť Lysenkova autorská orchestrace byla v té době považována za ztracenou. První redakce z roku 1937, jež zdůrazňovala tragické vyústění příběhu, musela být pod stalinskou kritikou nahrazena novou, bojovnější, a konečného znění se Taras Bulba dočkal až v 50. letech.

#### Druhá světová válka
Roku 1939 obsadil Sovětský svaz východní Polsko: východní Halič byla připojena k Ukrajině a operní divadlo ve Lvově bylo předáno ukrajinskému souboru. Operní divadlo v blízké Vinnycji bylo zrušeno a jeho soubor se spojil s luhanským souborem, který se na jaře 1941 přesunul do nově vybudovaného divadla v Stalinu (nyní Doněck).

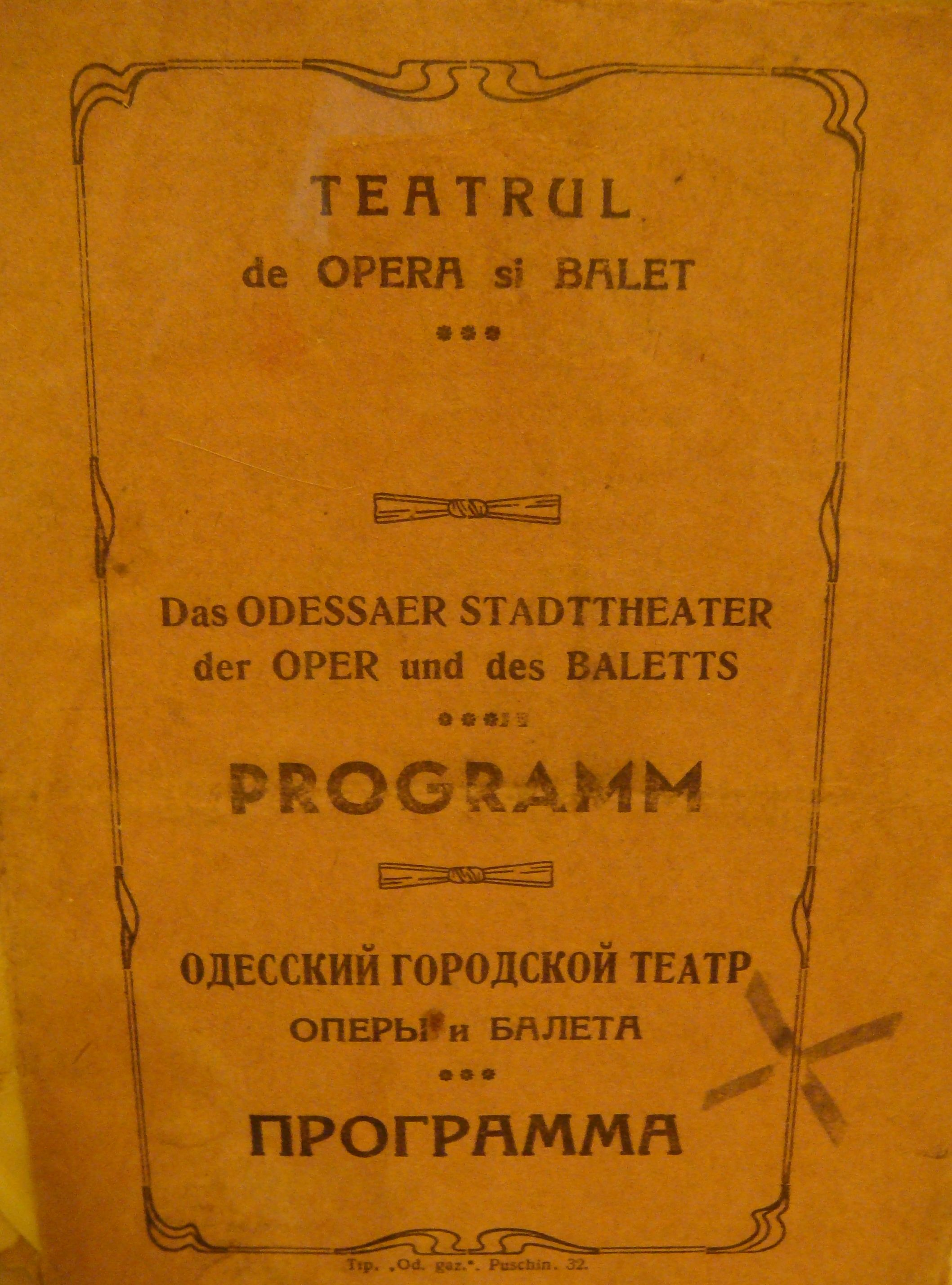
Plakát oděské opery z doby rumunské okupace

Již roku 1941 však byla Ukrajina obsazena německým vojskem. Významní skladatelé, zpěváci, hudebníci a divadelníci, ba značné části celých uměleckých souborů byly evakuovány: soubor kyjevského divadla působil v Ufě a Irkutsku, oděského v Alma-Atě a Krasnojarsku, charkovského v Čitě a Irkutsku, dněpropetrovského v Krasnojarsku a doněckého v Prževalsku se zájezdy do Frunze. Nouzové provozní podmínky těchto divadel si vyžádaly mnohem prostší inscenace, což bylo s ohledem na pompéznost předchozího období paradoxně kladem. Z premiér bylo nejvýznamnější první uvedení Verykivského Děvečky v Irkutsku roku 1943. Tato nepolitická, lyrická a folklórem napěchovaná opera si získala oblibu v sibiřském exilu i po návratu divadla do Kyjeva, po válce však byl její autor terčem oficiální kritiky kvůli údajnému zahledění do minulosti.
Současně však na okupovaných územích udržovaly německé (respektive v případě Oděsy rumunské) úřady velká městská divadla v chodu. Musela sice hrát mimo jiné v němčině, zato mimo dosah komunistické kulturní politiky získala větší volnost zejména v dramaturgickém ohledu.
Skladatelé byli v této době často vysláni k jiným národům SSSR, aby přispěli k formování jejich hudební kultury. V některých případech to zahrnovalo i operu: tak Reinhold Glière přispěl k formování opery uzbecké, Julij Mejtus turkmenské, Pylyp Kozyckyj baškirské. Kozyckého baškirská opera Za vlast (Ватан өсөн, 1941, spolu s Chabibullou Kalimullovičem Ibragimovem, premiéra v Ufě 1943) byla jednou z prvních oper bezprostředně reagujících na válečné události. Muzikologové ji charakterizují jako „operu-plakát“, v níž je děj odsunut stranou ve prospěch oratorně tvarovaných reakcí individuálních hrdinů i kolektivu na vpád Německa do Sovětského svazu. Týž konflikt se symbolicky odehrává v hrdinské historické opeře Hliba Pavlovyče Taranova (1904–1989) Alexandr Něvský, též zvané Ledové bojiště (Олександр Невський nebo Льодове побоїще, 1937–1942).

#### Poválečná léta

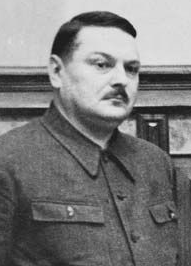
A. A. Ždanov

Po válce byla znovuotevřena operní divadla v Kyjevě, Charkově, Oděse, Lvově a Stalinu; neobnovilo se divadlo v Dněpropetrovsku, jehož soubor se sloučil s oděským (operní a baletní divadlo zde vzniklo znovu roku 1974). Válka, hrdinství, sovětské vlastenectví a bratrství národů Sovětského svazu již za války a dlouhou dobu po ní tvořily převládající témata umělecké, včetně operní tvorby – jak to ostatně výslovně požadovalo usnesení VKS(b) z 23. září 1946 o divadelním repertoáru. V Oděse a ve Lvově měly premiéru opery ruských skladatelů Mariana Viktoroviče Kovala Sevastopolci (Севастопольцы) a Vladimira Robertoviče Enkeho Ljubov Jarovová (Любов Ярова), z tvůrčí vlny bezprostředně po válce vyvstala i H. Žukovského Čest (Честь, 1947) a Jediným životem (Єдиним життям, 1947) D. Klebanova a O. Sandlera – vesměs povrchní a schematická díla. Z této řady vyniká jen první verze Mejtusovy Mladé gardy.
Do této doby spadá i druhá vlna represí v kulturní politice, spojené především se jménem ukrajinského rodáka Andreje Ždanova, který v letech 1946–1948 řídil sovětskou kulturní politiku. Ten v únoru 1948 inicioval tažení proti „formalismu“, které se dotklo většiny významných sovětských skladatelů (Šostakoviče, Prokofjeva, Chačaturjana, na Ukrajině třeba Ljatošynského). Ideologické požadavky a výtky obecně formulovalo usnesení ÚV VKS(b) z 10. února 1948 na příkladu oper Vana Muradeliho Velké přátelství (premiéra 1947 ve Stalinu), na Ukrajině přijal podobné usnesení Ústřední výbor Komunistické strany Ukrajiny 28. května 1948. Kritika zasáhla většinu operních děl včetně Mejtusovy Mladé gardy, hlavním terčem oficiální kritiky se však stal dosud vůbec nejambicióznější počin ukrajinské opery, velká historická freska Bohdan Chmelnický (Богдан Хмельницький, 1951), kterou Kosťantyn Daňkevyč napsal na objednávku ke 300. výročí spojení Ukrajiny a Ruska. Opera se vyhnula větším výtkám k hudebnímu zpracování, po prezentaci v Moskvě však byla kritizována zejména pro údajný nacionalismus a skladatel s libretisty ji museli podstatně přepracovat. Daňkevyč se k opeře vrátil ještě na sklonku života roku 1977 a odstranil některé vnucené zásahy. Přes určité nedostatky (statičnost některých, zejména sborových scén) a problémy s hodnocením jejího námětu i zpracování z novodobého pohledu zůstává Bohdan Chmelnický nejreprezentativnějším dílem ukrajinské národně-historické opery.
Prudkého odsouzení v Pravdě se překvapivě dočkala i opera H. Žukovského Z celého srdce (Від щирого серця, 1950); vedle estetických nedostatků jí bylo vyčítáno nedostatečně hrdinské zobrazení života v kolchoze. Autorovi byla dokonce odebrána Stalinova cena III. stupně, která mu za ni byla udělena. Veškerá díla byla vystavena dogmatickým a administrativním zásahům a skladatelé museli svá díla předkládat stranické diskusi a přepracovávat na základě jejich výsledků.
Za těchto okolností se divadla raději vyhýbala novinkám a uváděla přednostně stará „osvědčená“ díla, v inscenacích opět převládla pompéznost, hlučná patetičnost a přízemní naturalismus. Z ostatních děl tohoto období lze zmínit jedinou operu významného haličského skladatele Stanislava Pylypovyče Ljudkevyče (1879–1979) Dovbuš (Довбуш, 1955) podle tragédie Osypa Feďkovyče, Verykivského operu Uprchlíci (Втікачі, 1948) z doby likvidace Zadunajské Siče, Čyškovy Horníky (Шахтарі, 1949) nebo Sandlerovu komediální operu Ve stepích Ukrajiny (В степах України, 1954).

#### Julij Mejtus
Nejhranějším operním tvůrcem poválečného desetiletí se z ukrajinských skladatelů stal Julij Serhijovyč Mejtus (1903–1997): přitom jeho tvorba pokrývá vlastně celé sovětské období Ukrajiny a je ve svých zvratech pro tuto epochu typická. Mejtus začínal ve 20. letech jako avantgardní skladatel, stoupenec proletkultu, průkopník jazzu i „hudby strojů“, zároveň i Bartókem ceněný sběratel a upravovatel lidových písní. Spolupráce s Lesem Kurbasem jej přivedla ke scénické hudbě a opeře. K opernímu žánru se dostal až koncem 30. let, kdy přijal styl socialistického realismu, jemuž zůstal ve své tvorbě v podstatě věrný, a stal se autorem či spoluautorem v ukrajinské kultuře pozoruhodného komplexu 17 oper (z nichž šest zůstalo neprovedeno).

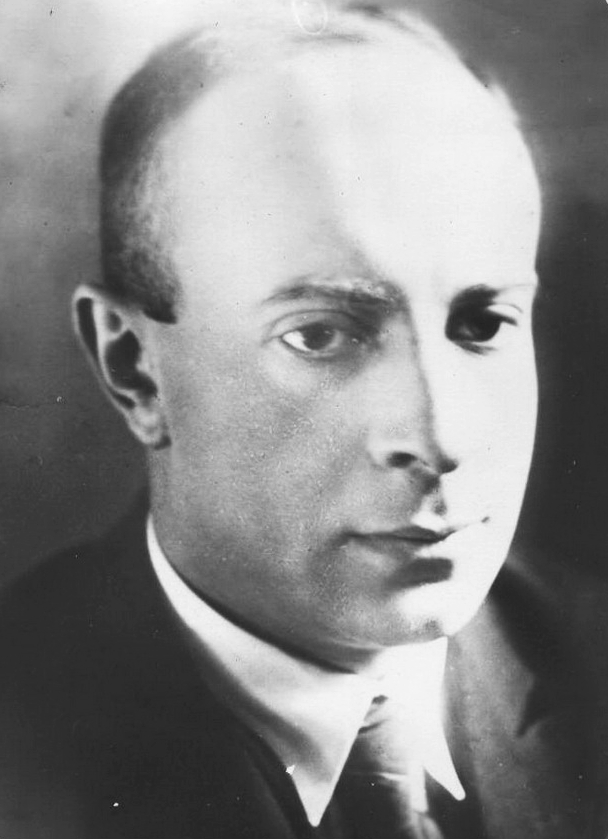
Julij Metus roku 1926

Svou první operu Perekop (Перекоп, 1937–1938) na námět z doby revoluce a občanské války (bitva o Perekopskou šíji) napsal ve spolupráci se Vsevolodem Petrovyčem Rybalčenkem (1904–1988) a Mychajlem Dmytrovyčem Tietzem (Ticem) (1898–1978). S týmiž autory následně napsal i operu Hajdamáci (Гайдамаки, 1940–41) na Ševčenkův námět, ale vypuknutí druhé světové války zmařilo její realizaci. V průběhu války působil Mejtus v Irkutsku, kam bylo evakuováno kyjevské divadlo, ale zejména v Ašchabadu, kde studoval turkmenskou lidovou hudbu a stal se spoluzakladatelem turkmenské opery: ve spolupráci s Aširem Kulijevem (1918–2000) napsal operu Abadan (Абадан, 1942–43, 2. verze 1950), vůbec první operu zabývající se právě probíhající válkou, a s Daňatarem Öwezowem (1911–1966) operu Lejla a Medžnun (Лейла і Меджнун, 1945–46) na námět turkické legendy. K turkmenské kultuře se Mejtus vrátil ještě později v životopisné opeře Magtymguly (Махтумкулі), která měla premiéru v Ašchabadu v roce 1962. Lejla a Medžnun i Magtymguly jsou pravidelně na repertoáru turkmenského operního divadla.
Jeho prvním velkým úspěchem se však stala opera Mladá garda (Молода гвардія, 1947) podle známého stejnojmenného románu Alexandra Fadějeva. V líčení osudů tajné mládežnické komunistické organizace na Donbasu za druhé světové války se mu podařilo naplnit dobové ideologické i estetické požadavky (Mladá garda je typická „písňová opera“ kombinující intonace masové písně, folklóru a romantické opery 19. století), zejména ve vytvoření „kolektivního hrdiny“, a současně dodat hudbě vedle požadované vážnosti a patosu též lyriku a humor a své postavy psychologicky vykreslit, což většině děl této doby chybělo. I tak byla Mladá garda podrobena kritice a Mejtus ji musel přepracovat tak, aby „šíře ukázal úlohu [bolševické] strany při vedení boje mládežnického podzemí“; pak za ni ovšem získal Stalinovu cenu a opera se stala v 50. letech velmi populární. Jako jediná ukrajinská opera 20. století byla vícekrát nastudována v českých zemích a i dobová česká kritika (Antonín Sychra) ji prohlašovala za vzor pro domácí tvorbu. V nastoupené cestě pokračoval Mejtus s menším zdarem operou Hvězda nad Dvinou (Зоря над Двіною, 1951–55, ve druhé verzi Severní hvězdy [Північні зорі], 1957).
Za nejšťastnější a nejživotnější operu je považováno Ukradené štěstí (Украдене щастя, 1958–1959), pro niž drama Ivana Franka přebásnil M. Rylskyj. Konec stalinismu umožnil skladateli obrátit se k individuálním lidským osudům. Na sociálním podkladu se zde odehrává psychologické drama milostného trojúhelníku, Mejtusova melodika zde nalézá nejpřirozenějšího uplatnění. Lidovost některých scén z této opery uplatnil Mejtus v pohádkové folklorizující opeře Dcera větru (Вітрова донька, 1965), jež vypráví poněkud bizarní příběh lásky lesní víly a agronoma z kolchozu. Poprvé v této opeře dává Mejtus velký prostor orchestru. K žánru biografické opery přispěl Mejtus operami Bratři Uljanovovi (Брати Ульянови, 1966, o mládí a rodině V. I. Lenina) a Richard Sorge (Ріхард Зорге, 1975, o sovětském rozvědčíkovi v Japonsku); historická opera Jaroslav Moudrý (Ярослав Мудрий, 1972), vrchol jeho pozdní tvorby, byla vytlačena současně vzniklou operou Majborodovou na stejný námět. Mejtus tvořil až do své smrti, většina jeho oper ze 70. – 90. let 20. století však již nebyla provedena (Anna Karenina 1970, Mariana Pineda 1978, Ivan Hrozný 1980–83, Maria Volkonská 1988, Antonius a Kleopatra 1993).

### Léta 1956–1991

#### Doba tání a brežněvovská stagnace
Po Stalinově smrti a XX. sjezdu KSSS nastala v Sovětském svazu doba nazývaná „tání“, která se odrazila i v určitém uvolnění kulturních poměrů. Docházelo k postupné rehabilitaci jak tvůrců, tak děl: v oblasti opery ji symbolizovalo usnesení Ústředního výboru KSSS „K nápravě omylů v hodnocení oper Velké přátelství, Bohdan Chmelnický a Z celého srdce“ z roku 1958. V hudbě již nehrozilo osudové nařčení z formalismu nebo – často právě v případě ukrajinských skladatelů – z nacionalismu. Desetiletí následující po roce 1956 je v ukrajinské opeře (alespoň kvantitativně) dobou největšího rozkvětu, vzniklo více oper než v předcházejících třiceti letech, tematicky různorodých. Je to i doba návratu k experimentům 20. let v hudební tvorbě i inscenační praxi, na jeviště se vracejí díla skladatelů umlčených za stalinismu (Šostakovič, Prokofjev, Ljatošynskyj).

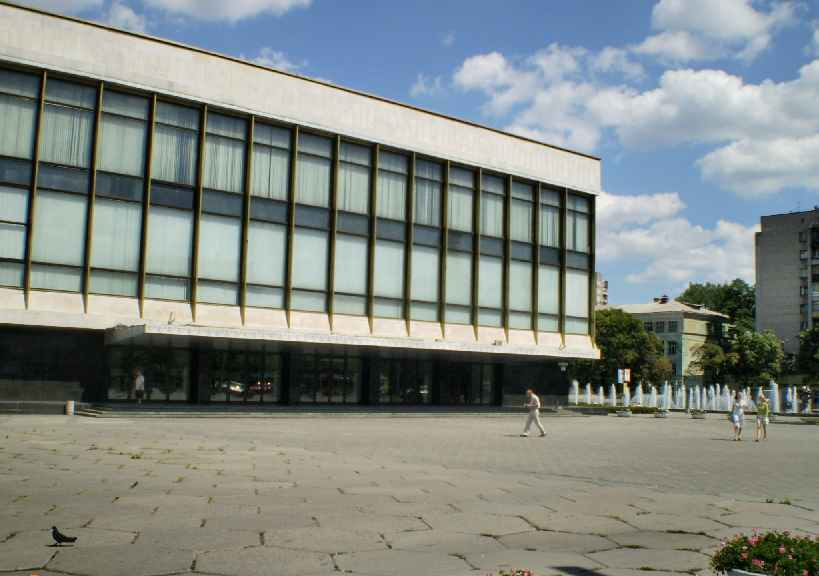
Budova Dněpropetrovského divadla opery a baletu z roku 1974

Ideologický dozor nad hudební tvorbou však zůstal nadále silný a od nástupu L. I. Brežněva (1964) opět zesiloval, přičemž v oblasti klasické hudby se týkal nejvíce právě opery jako nejreprezentativnějšího a veřejnosti nejexponovanějšího žánru. Přísný dohled nad výběrem témat vedl k tomu, že v 70. a 80. letech byly nové opery pro velká divadla psány především k různým výročím a téměř vždy sloužily přímo režimní propagandě; i tak „oficiální“ skladatel jako Julij Mejtus dosáhl uvedení jen těch svých oper, které měly ideologicky preferovaný námět. Inscenační praxe se v té době vrátila k popisnosti a honosnosti stalinské doby a definitivně se odtrhla od soudobých evropských trendů.
Oficiálně byl nadále preferován styl socialistického realismu, totiž v podstatě konzervativní, novoromantické hudby. Pronikání soudobé hudby na operní jeviště vedle nepřízně stranických míst bránila i dosavadní kulturní izolovanost, kterou ukrajinští skladatelé začínali prolamovat teprve postupně od 60. let 20. století. Vymaňování z úzkých hranic socialistického realismu a operní tradice směřovalo různými směry: k překračování žánrových hranic (směrem k oratoriu, symfonii, baletu, operetě apod.), k soustředění na komorní žánry, jež nepodléhaly tak intenzivnímu dohledu režimu ani konzervativnímu vkusu masového publika, nebo třeba k obnově zájmu o folklór v odideologizované podobě. Řada významných skladatelů mladší generace se navíc opernímu žánru zcela vyhýbala, přičemž svou roli hrála snaha uniknout cenzuře, ale podobný odvrat od opery je charakteristický pro tzv. „novou hudbu“ v celoevropském kontextu. Její tvůrci z darmstadtské školy operu považovali za přežitý žánr a i na Ukrajině koncem 80. let 20. století naplňovaly stránky hudebních časopisů úvahy nad tím, zda má opera dosud smysl.
Od 70. let 20. století tak bylo uváděno málo nových oper, které navíc – na rozdíl od 20. – 50. let – byly jen zřídka hrány mimo jedno domovské divadlo. Komunistická kulturní politika se snažila tento nedostatek nahradit širším „výměnným“ uváděním oper jiných národů Sovětského svazu, případně děl ze zemí socialistického tábora (soudobá západní opera se na ukrajinských jevištích neobjevila). Všechna tato díla však byla hlavními oběťmi „divácké krize“, která v této době naplno vypukla. Repertoár začal výrazně stagnovat a omezovat se na úzký okruh klasických děl zejména z 19. století.

#### Skladatelé předválečné generace
Za starší generace skladatelů pokračoval v tvorbě zejména Julij Mejtus. K. Daňkevyč napsal podle Ševčenkova stejnojmenného dramatu operu Nazar Stodolja (Назар Стодоля, 1959), Anatolij Josypovyč Kos-Anatolskyj (1909–1983) napsal svou jedinou operu Úsvit (Заграва, 1957, původně Slunci vstříc [Назустріч сонцю]) ze západoukrajinského prostředí; obě díla jen opakovala šablony stalinského období, byť na vysoké technické úrovni. Až ve svém stáří zahájil operní tvorbu významný skladatel této generace Dmytro Lvovyč Klebanov (1907–1987); jeho díla Komunista (Комуніст, též Vasyl Hubanov [Василь Губанов], 1967), Rudí kozáci (Червоні козаки nebo Козаки-червонці, 1972) a První máj (Маївка, 1981) jsou námětově konformní a hudebně – přes zejména instrumentační mistrovství – konzervativní. S. Ždanov napsal lyrickou písňovou operu Purpurové červánky (Багряні зірниці, 1967).
Tematicky i formálně (směrem k modernismu) se od dosavadního stylu odklonil H. Žukovskyj: přepracoval svou lyricko-psychologickou operu Z celého srdce pod novým názvem První jaro (Перша весна, 1959, provedeno 1960), ve stejné linii pokračoval operou-baletem Andante poetico (1966), operním triptychem Kontrasty století (Контрасти століть, 1960–1967) či operami Mimo zákon (Поза законом, 1968) a Na krok k lásce (Один крок до кохання, 1970). Svou operou-monologem pro jediného zpěváka Volžská balada (Волзька балада, též Солдатська дружина) z roku 1967 zahájil rozkvět tohoto komorního žánru na Ukrajině v 70. – 90. letech 20. století.

#### Generace roku 1957 – Majboroda, Kyrejko a Karminskyj

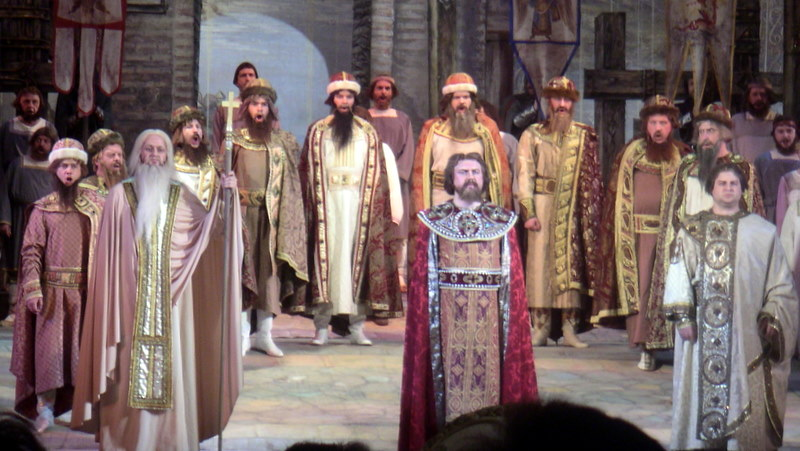
Majborodův Jaroslav Moudrý v kyjevské opeře

Žukovského vrstevníkem je jeden z hlavních představitelů oficiálního proudu opery tohoto období, Heorhij Ilarionovyč Majboroda (1913–1992). Jeho tvorba, která měla u obecenstva vesměs nadprůměrně příznivý ohlas, se soustředila na vlastenecká hrdinská témata z nové i staré historie. Má konzervativní, novoromantický ráz a odpovídá tak stylu socialistického realismu, proti tzv. písňové opeře 30. a 40. let však klade větší důraz na orchestrální složku. Opera Mylana (Милана, 1957) na námět odboje na Zakarpatské Ukrajině za 2. světové války využívá karpatský folklór a oproti dílům z doby stalinismu lépe prokresluje jednotlivé charaktery a vyzdvihuje lyrickou (milostnou) linii příběhu. Stejné rysy vykazuje i následující opera Arsenal (Арсенал, 1960), jejímž námětem je epizoda z občanské války roku 1919. Za Majborodovu nejlepší operu bývá považován Taras Ševčenko (Тарас Шевченко, 1964), komornější životopisná opera, která ve čtyřech obrazech představuje epizody z básníkova života. Nejambicióznějším Majborodovým dílem je monumentální opera Jaroslav Moudrý (Ярослав Мудрий, 1973), podávající idealizovaný obraz velkého panovníka středověké Kyjevské Rusi. Tato vlastenecky vypjatá a posluchačsky přístupná opera se udržuje na repertoáru ukrajinských divadel dodnes.
Roku 1957 měla premiéru rovněž první opera Vitalije Dmytrovyče Kyrejka (1926–2016) Lesní píseň (Лісова пісня) na skladatelovo libreto podle stejnojmenného fantasticko-symbolistického dramatu Lesji Ukrajinky. Kyrejko zůstal po celou svou tvorbu věrný novoromantickému stylu se zvláště silným vztahem k ukrajinskému folklóru, po vzoru svého učitele Levka Revuckého. Spíše než kvůli hudebnímu stylu narážela jeho osobitá tvorba na překážky kvůli voleným tématům, v nichž se skladatel vyhýbal vládnoucí ideologii. Již Lesní píseň svým mystickým a panteistickým nábojem (podobně jako Kyrejkův balet Stíny zapomenutých předků z roku 1960) značně vybočovala z tematiky soudobých oper. Folklorní opera V neděli ráno sbírala byliny (У неділю рано зілля копала, 1966) byla uvedena ve Lvově, ale satirická opera-féerie Marko v pekle (Марко в пеклі, 1966) se na jeviště nikdy nedostala. Provedena byla až mnohem později drobná komická opera Vernisáž na jarmarku (Вернісаж на ярмарку, 1985) podle klasické veselohry H. Kvitka-Osnovjanenka.

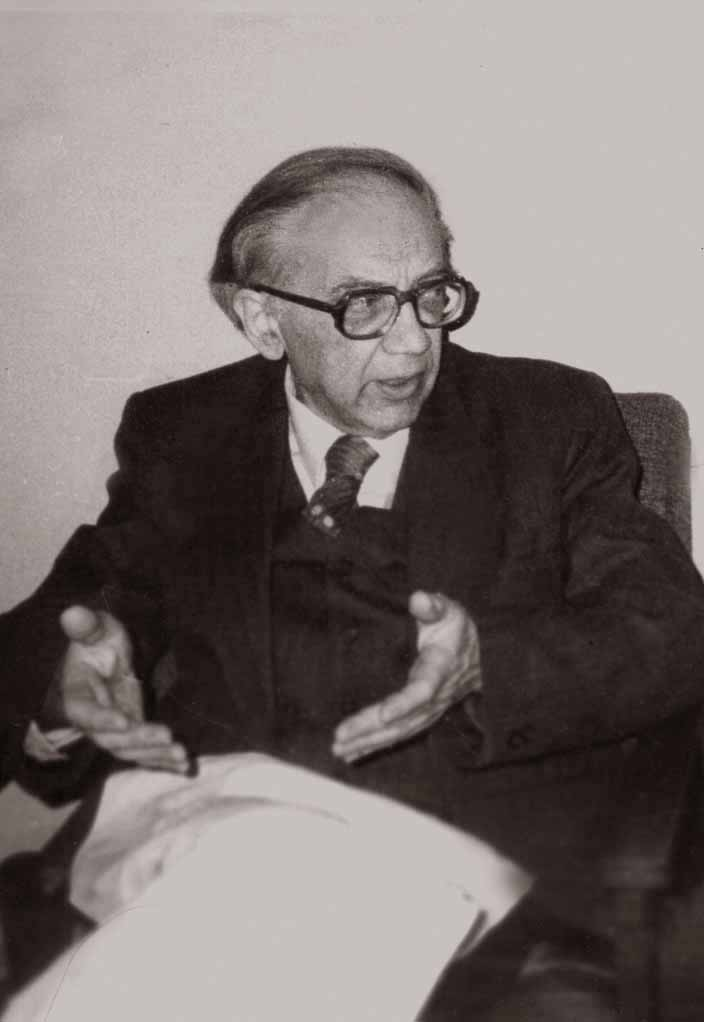
Marko Karminskyj

Téhož roku 1957 debutoval operou Bukovinci (Буковинці, 1957) i skladatel Marko Veniaminovyč Karminskyj (1930–1995). Tato opera (podobně jako Mylana nebo Úsvit ze stejné doby) využívá karpatskou lidovou hudbu a nevymyká se stylu socialistického realismu. Režimu poplatné téma, ale nezvyklou formu zvolil skladatel ve své „revoluční fresce“ Deset dnů, které otřásly světem (ukrajinsky Десять днів, що сколихнули світ, rusky Десять дней, которые потрясли мир, 1970) o Velké říjnové socialistické revoluci, jež se prosadila i za hranicemi (hrála se i v českém Národním divadle). Jedná se vlastně o operu-oratorium, v němž se úryvky z díla novináře Johna Reeda mísí s úryvky z řečí a děl V. I. Lenina a jiných dobových dokumentárních textů. Namísto estetiky socialistického realismu oživuje tradici těsně porevolučního agitpropu a je blízké i levicovému politickému divadlu 70. let na Západě. Monumentální dílo vyžaduje až 300 účinkujících, vedle reálných postav vystupují postavy symbolické a sbor celý děj komentuje po způsobu brechtovského epického divadla. Podobnou úlohu má sbor i v intimní psychologické opeře zabývající se otázkou lásky a lidského štěstí Irkutská historie (Іркутська історія, 1977). Poslední Karminského operou byl Jen jeden den (Тільки один день, premiéra 1987 ve Lvově), pokračování Deseti dnů. Největší popularitu však skladateli přinesl muzikál Robin Hood (Робін Гуд) z roku 1983.

#### Další tvorba 60. – 80. let (Hubarenko, Kolodub aj.)
Jedním z nejplodnějších operních skladatelů 60.–90. let 20. století byl Vitalij Serhijovyč Hubarenko (1934–2000). Hudební styl jeho oper zůstával v mezích socialistického realismu, poučeného zejména Šostakovičem a Ljatošynským, vynikají však hudebně-dramatickou stavbou a námětovou i formální rozmanitostí. Upozornil na sebe již první operou Zkáza eskadry (Загибель ескадри, premiéra 1967) podle známé hry Oleksandra Kornijčuka o potopení lodí Černomořské flotily roku 1918. Hubarenko v ní sledoval principy wagnerovského hudebního dramatu se symfonickým základem. Opera vznikla k oslavám 50. výročí Říjnové revoluce a kritiku, očekávající obvyklou pompézní patetičnost spojenou s revolučními tématy sovětských oper, překvapila „syrová, soustředěná, asketická“ hudba. Osudy obyčejné rodiny za občanské války popisuje opera Mamajovi (Мамаї, 1970), jejíž zpěvnost a folklorističnost jí dává oproti Zkáze eskadry konzervativnější nádech. Totéž platí o následující opeře Skrz plamen (Крізь полум'я, 1976), jež se zabývá životními osudy ruského revolucionáře a předáka Doněcko-krivorožské sovětské republiky Fjodora Andrejeviče Sergejeva. Roku 1985 měla premiéru komická opera Dohazovačem proti své vůli (Сват мимоволі) podle veselohry H. Kvitka-Osnovjanenka. Hlavní Hubarenkův přínos však spočívá v oboru lyrické opery. Za mistrovské dílo jsou považovány Milostné dopisy (Письма любви / Листи кохання), monoopera ve čtyřech částech podle novely Henriho Barbusse z roku 1971. Zaujaly i lyricko-psychologická opera z válečné doby o lásce ruského vojáka a německé dívky Vzpomínej na mne (Пам'ятай мене, 1974/1980, původní název Znovuzrozený květen [Відроджений травень]) a opera-balet Vij (Вій, 1980, premiéra 1984) podle Gogola, nebo další monoopera Alpská balada (Альпійська балада, premiéra 1985).
Levko Mykolajovyč Kolodub (1930–2019) skládal hudbu vycházející z folklóru a vyhýbající se avantgardě, avšak velmi barvitou a mistrně instrumentovanou. Vedle rané opery Turbajská duma (Дума про Турбаї, 1951) na sebe upozornil operou Probuzení (Пробудження, též Dněperské peřeje [Дніпровські пороги], 1976) a „operou-písní“ Nezrazená láska (Незраджена любов, 1985).
Tradiční novoromantické postupy, včetně příznačných motivů a číslové struktury, charakterizují lyricko-psychologickou operu Oleksandra Oleksandrovyče Krasotova (1936–2007) Píseň tajgy (Тайгова пісня, 1977), odehrávající se v prostředí mládežníků budujících BAM. Hrdinsko-romantickou operu tradičního ražení Poručík Schmidt (Лейтенант Шмідт, 1970) o námořnickém povstání v Sevastopolu roku 1905 napsal Borys Lvovyč Jarovynskyj (1922–2000). Juryj Jakovyč Iščenko (1938–2021) napsal jednoaktovou operu Věruška (Віронька/Верочка, 1971) podle povídky Antona Čechova. Operu Oleksandra Mykolajovyče Jakovčuka (* 1952)
Nezapomenutelné (Незабутнє, podle stejnojmenné válečné povídky Oleksandra Dovženka) uvedla roku 1976 kyjevská konzervatoř. Volodymyr Danylovyč Zubyckyj (* 1953) napsal opery Pavilon č. 6 (Палата № 6, 1982) a Mléčná dráha (Чумацький шлях, 1983).
Fantastickým a pohádkovým motivům se věnoval Ihor Kosťantynovyč Kovač (1924–2003): napsal operu-balet Ta, co běží po vlnách (Та, що біжить по хвилях, 1987) a operu Blankytné ostrovy (Блакитні острови, 1988). Oleksandr Ivanovyč Bilaš (1931–2003), autor především populární hudby, napsal celovečerní opery Hajdamáci (Гайдамаки, 1965) a Praporečníci (Прапороносці, 1985) a k rozvoji žánru monoopery přispěl díly Válečná balada (Балада війни, 1971) a Zpověď bílého tulipánu (Сповідь білого тюльпана). Také Irina Jakivna Kyrylina (1953–2017), činná především v oboru rockové opery a muzikálu, napsala monooperu Tři portréty (Три портрети, 1987). Zázemí v populární hudbě měl i Vadym Hryhorovyč Iljin (* 1942), jehož komická opera odehrávající se za druhé světové války Hrom z Putivli (Грім з Путивля, 1981) se muzikálu blíží.

#### Folklórní vlna 70. let a „kyjevská avantgarda“
Ačkoliv ohlasy ukrajinské lidové hudby lze najít u většiny ukrajinských operních skladatelů, v 70. letech 20. století se někteří pokoušeli o co nejautentičtější návrat k jejím kořenům a současně její kombinaci s moderními skladebnými technikami. Jedním z impulsů bylo uvedení folklorní opery klasika ukrajinské hudby Mykoly Dmytrovyče Leontovyče (1877–1921) Rusalčiny Velikonoce (На русалчин великдень). Leontovyč toto své nejzávažnější dílo započal roku 1919, ale nedokončil: roku 1972 však operu dopsal a instrumentoval Myroslav Skoryk a dočkala se úspěšné inscenace v Kyjevě roku 1977. V mnohém podobné dílo komplexně spojující umělou a lidovou hudbu napsal Ihor Naumovyč Šamo (1925–1982): základním kamenem jeho opery Jatraňské hry (Ятранські ігри, dokončeno 1978) jsou sbory a cappella, děj se volném sledu scén vychází z lidových obřadů na sv. Jana Křtitele („Kupalo“). Ve stejné době dokončil svou folkovou operu Jevhen Fedorovyč Stankovyč (* 1942). Když kvete kapradí (Коли цвіте папороть, zvaná též jen Květ kapradí [Цвіт папороті]) měla být po ukrajinském uvedení uvedena na výstavě v Paříži, avšak těsně před premiérou v roce 1979 byla zakázána; nakonec byla provedena až po čtyřiceti letech. Přesto vešlo toto dílo, v němž skladatel kombinoval soudobou klasickou hudbu s folklórem a symfonický orchestr s lidovými nástroji a folklórním sborem, brzy ve známost jako vynikající příklad neofolklorismu v opeře.
Jedinou operou významného ukrajinského moderního skladatele Ivana Fedorovyče Karabyce (1945–2002) jsou Kyjevské fresky (Київські фрески, 1983), jež skladatel označil jako opera-oratorium: ke sledu obrazů z dějin Kyjeva sestavil básník Borys Illič Olijnyk montáž textů od veršů Ševčenka a Rylského přes dokumenty z doby revoluce a světových válek po staroslověnské texty. Skladatel Volodymyr Mykolajovyč Zahorcev (* 1944), stejně jako Stankevyč a Karabyc člen tzv. kyjevské avantgardy, napsal podle hry Matka Karla Čapka stejnojmennou operu (Мати), která měla premiéru ve Lvově roku 1985. Ke „kyjevské avantgardě“ se řadil i Leonid Oleksandrovyč Hrabovskyj (* 1935), avšak jeho komorní opery na čechovovské náměty 'Medvěd ( Медведь / Ведмідь, 1963) a Námluvy (Предложение Пропозиція, 1964) patří ještě k jeho rané tvorbě.

#### Dětská opera
Dětskou operu v poválečném období pěstovali Ihor Borysovyč Draho (1923–2003), Illja Samijlovyč Polskyj (1924–2001), Borys Vasylovyč Aleksejenko (* 1929), Marija Semenivna Zavalyšyna (1903–1991), Judif Hryhoryvna Rožavska (1923–1982) a Arkadij Dmytrovyč Filipenko (1912–1983).

## Současná ukrajinská opera (od nezávislosti)

### Tvorba od roku 1991

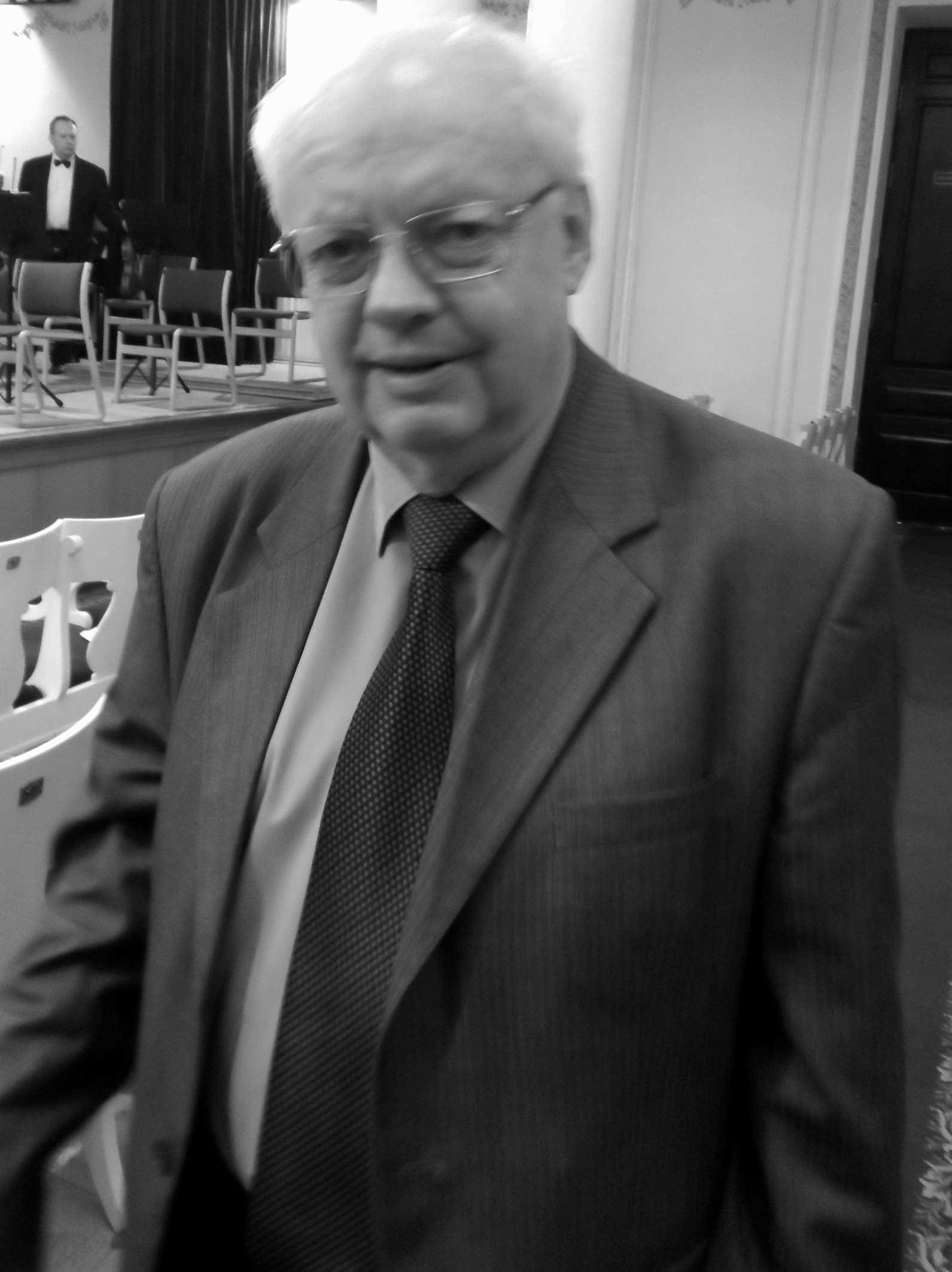
Myroslav Skoryk

Od devadesátých let působí ukrajinská operní divadla pod tržním tlakem, a soustředí se proto na populární mezinárodní repertoár, popřípadě omezený okruh klasických ukrajinských děl 19. století. Z domácích děl sovětské éry se na repertoáru udrželo několik děl s historickou tematikou: Majborodův Jaroslav Moudrý, Daňkevyčův Bohdan Chmelnický, Mejtusovo Ukradené štěstí. Pro díla žijících skladatelů je však téměř nemožné na scénu proniknout. Uvedena byla jen komorní díla, např. Hubarenkovy monoopery Pomněte, mí bratři!… (Згадайте, братія моя!…, 1992, podle T. Ševčenka), Samota (Самотність, 1994, podle Prospera Mériméa) a Juliiny monology (Монологи Джульєтти, 1998, podle Williama Shakespeara), experimentální komorní opery Karmelly Semenivny Cepkolenko (* 1955) Dorianův osud (Доля Доріана, 1990) a Mezi dvěma ohni (Між двох огнів, 1994), komorní opera Iryny Vitaliivny Hubarenko (1959–2004) Medvěd (Ведмідь, 1989), komorní opera Oleksandra Volodymyrovyče Kozarenka Čas pokání (Час покаяння, 1997), Kolodubova opera-oratorium Básník (Поет, napsána 1988, premiéra 2001, o T. Ševčenkovi) nebo Stankovyčova opera pro dva pěvce Opera Rustici (premiéra 2011 v Ťumeni).
Pouze v koncertní podobě měla roku 2011 opožděnou premiéru Stankovyčova opera Když kvete kapradí, zakázaná roku 1978 cenzurou. Ještě pozdější (a posmrtné) koncertní premiéry se roku 2010 dočkala jediná opera Valentyna Savyče Bibika (1940–2003), Útěk (Біг) podle stejnojmenné hry Michaila Bulgakova, napsaná v první verzi roku 1972 a ve druhé roku 1985. Koncertně byla provedena i nová „opera-drama“ V. Kyrejka Bojarka (Бояриня, napsáno 2003, premiéra 2008) podle lyrického dramatu Lesji Ukrajinky. Ve Spojených státech působí Virko Petrovyč Balej (* 1938), jenž napsal operu Holodomor (1986–93) o této traumatické epizodě ukrajinských dějin. Opera měla koncertní premiéru v Las Vegas v únoru 2013 a téhož roku byla provedena i v Kyjevě.
Výjimkou v tomto trendu a jedinou novou domácí operou uvedenou na velké operní scéně od nezávislosti Ukrajiny je opera Mojžíš (Мойсей) významného skladatele starší generace Myroslava Mychajlovyče Skoryka (1938–2020). Toto dílo, poprvé uvedené roku 2001 při příležitosti návštěvy papeže Jana Pavla II. na Ukrajině, bylo nejen inscenováno na dvou operních scénách – ve Lvově a v Kyjevě – ale dosud (2014) se zde udrželo na repertoáru. To však bylo možné jen proto, že většinu nákladů na uvedení monumentálního díla převzal přímo papežský stolec.
Dětské opeře se nadále věnovali například Mykola Hryhorovyč Stecjun (* 1942) a Oleksandr Vasylovyč Kostin (* 1939).

### Operní scény
V současnosti působí na Ukrajině sedm operních divadel:
- Ukrajinská národní opera Tarase Ševčenka v Kyjevě. První městské divadlo bylo postaveno v letech 1804–1806, to bylo nahrazeno novou stavbou roku 1856 a nynější budovou (po požáru roku 1896) v letech 1898–1900.[11][12]

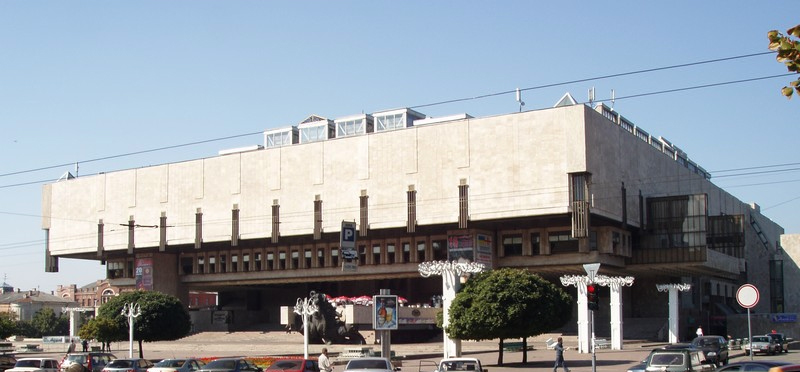
Charkovské národní akademické divadlo opery a baletu M. Lysenka, postmoderní budova z let 1991–92

- Charkovské národní akademické divadlo opery a baletu M. V. Lysenka. Jeho nynější budova vznikla v letech 1991–1992, historická budova vzniklá přestavbou starší stavby v letech 1884–1885 nyní slouží Charkovské oblastní filharmonii.[9][10]
- Oděské národní akademické divadlo opery a baletu. První městské divadlo bylo postaveno roku 1810. Po požáru roku 1873 vznikla v letech 1884–1887 nynější výstavná budova oděské opery.[13][302]
- Lvovské národní akademické divadlo opery a baletu Solomiji Krušelnycké. Působí v reprezentativní budově bývalého polského operního divadla, postavené v letech 1897–1900.[6][303] Budova dřívějšího městského divadla, postavená roku 1842 hrabětem Skarbkem, nyní slouží činohře pod názvem Národní akademické ukrajinské činoherní divadlo Marii Zankovecké.[7]
- Doněcké národní akademické divadlo opery a baletu Anatolija Solovjanenka (Donbass Opera). Sídlí v budově dokončené roku 1941.[183]
- Dniperské akademické státní divadlo opery a baletu. Bylo zřízeno roku 1974 a sídlí v soudobé budově.[304]
- Kyjevské městské akademické divadlo opery a baletu pro děti a mládež. Bylo zřízeno roku 1982.[305]

Méně náročné zpěvohry – včetně takových klasických děl ukrajinské opery jako Natalka Poltavka, Záporožec za Dunajem nebo Kateryna – uvádějí i hudebně dramatická divadla v jiných městech (Vinnycja, Užhorod, Nikolajev, Záporoží, Poltava, Drohobyč, Simferopol, Luck, Luhansk, Kryvyj Rih, Černihiv, Černovice, Cherson, Chmelnyckyj, Sumy, Rovno, Kropyvnyckyj, …), případně též Kyjevské národní akademické divadlo operety, Charkovské akademické divadlo hudební komedie, Oděské akademické divadlo hudební komedie M. Voďaného nebo Oděské akademické ukrajinské hudebně dramatické divadlo V. Vasilka.
Hlavní operní instituce a infrastruktura na Ukrajině se od koce sovětské epochy zásadně nezměnily; nejvýznamnější bylo na samém počátku dokončení již plánované nové budovy opery v Charkově. Řada historických budov (Kyjev, Oděsa, Lvov) však prošla rekonstrukcí.
Vedle oficiálních veřejných struktur zejména od poloviny 2. desetiletí 21. století prosazují menší operní spolky bez stálého působiště zaměřující se jednak na komorní opery (např. projekt „Opera u valizi“ – „Opera v kufru“ Antona Litvinova), jednak na experimentální projekty překračující tradiční hranice operního žánru: sem patří zejména úspěšné sdružení NOVA OPERA, vzniklé roku 2014, a od něj se roku 2020 oddělivší sdružení Opera Aperta.
Rusko-ukrajinská válka dosud napáchala škody především na opeře v Doněcku, která byla poškozena již roku 2014; její následná podpora ze strany okupující mocnosti, do níž se zapojila i světová operní hvězda Anna Netrebková, má i propagandistický aspekt. Nemožnost pravidelného provozu v blízkosti válečné fronty od jara 2022 vyvažuje soubor Doněcké opery hostováními. Na jaře 2022 byla bombardováním poškozena i budova opery v Charkově. Ukrajinská operní divadla však i za válečného stavu pokračují v provozu, byť narušovaném zejména nočními nálety, a to včetně uvádění nových inscenací.